# Ciudad Colonial
La Ciudad Colonial de Santo Domingo (también llamada Zona Colonial) es el núcleo urbano más antiguo de la ciudad de Santo Domingo, capital de la República Dominicana. La Ciudad Colonial fue el primer asentamiento europeo permanente en América, fundada en 1502 por los conquistadores españoles.
Esta área de Santo Domingo cuenta con edificios coloniales y calles con vetustos adoquines de gran atractivo turístico, como son el Alcázar de Colón (que perteneció a Diego Colón, hijo de Cristóbal Colón), el Museo de las Casas Reales, la Catedral Primada de América y la Fortaleza Ozama. Debido a eso hay hoteles nacionales (como el Hotel Conde de Peñalba) e internacionales (como el Sofitel Nicolás de Ovando en la casa de Nicolás de Ovando). La mayoría de los hoteles están en la Calle El Conde y Calle Las Damas.
El 8 de diciembre de 1990 fue declarada por la Organización de las Naciones Unidas para la Educación y la Cultura (UNESCO) como Patrimonio de la Humanidad, bajo el nombre de Ciudad colonial de Santo Domingo, abarcando un área de 93 ha. Hoy en día es uno de los lugares turísticos más importantes de Santo Domingo y uno de los más visitados por los turistas nacionales y extranjeros en la República Dominicana.

## Extensión
Se extiende desde el norte de la avenida George Washington hasta el este de la calle Palo Hincado hasta que la Palo Hincado hace esquina con la avenida Mella y del sur de la avenida Mella hasta el oeste de la avenida Francisco Alberto Caamaño. Las calles principales son la Calle Las Mercedes, Calle El Conde y Calle Las damas.

## Historia de la ciudad colonial

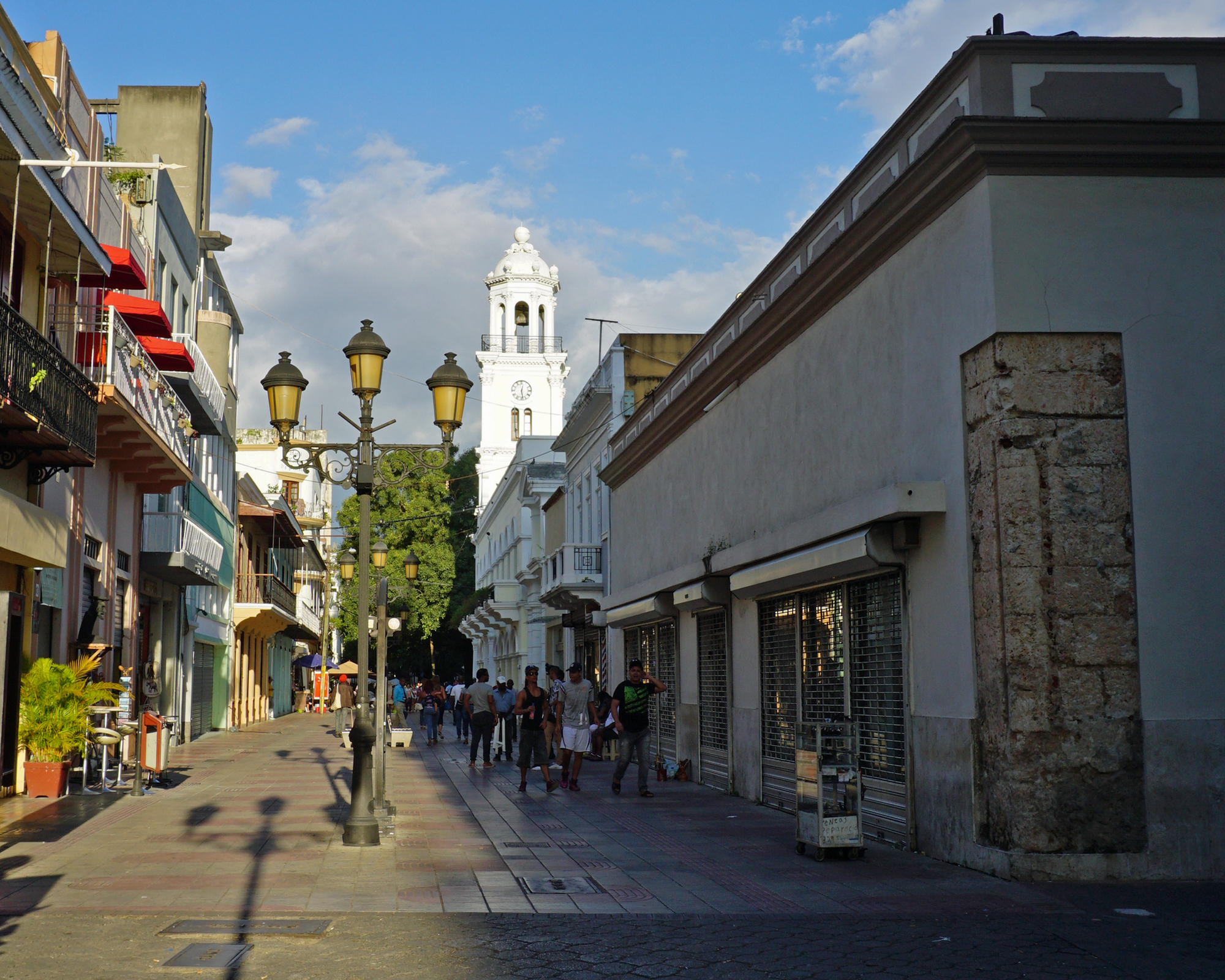
Paseo peatonal Calle El Conde.

La Ciudad Colonial, es uno de los destinos turísticos más importantes de Santo Domingo y entre los más visitados de República Dominicana. La Ciudad Colonial es justo el lugar donde empezó la historia del Nuevo Mundo. Su primera ubicación fue en lado oriental de la desembocadura del río Ozama. Fue fundada por Bartolomé Colón el 5 de agosto de 1496 y trasladada luego al lado occidental en 1502 por Nicolás de Ovando. Fue además la primera ciudad a la que la Corona Española otorgó la Carta Real y sede central de la administración del Nuevo Mundo.
En los inicios del siglo XVI, se levantaron en La Española las primeras viviendas coloniales del Nuevo Mundo o del Continente Americano. Estas primeras casas, surgieron como producto de una necesidad obligatoria de alojamiento para los conquistadores españoles e inmigrantes, por lo que fueron levantadas en la parte este del río Ozama las primeras viviendas, fundadas por el gran almirante y por su hermano Bartolomé Colón, aunque posteriormente fue trasladada a la parte oeste del río. 
Este poblado fue llamado bajo el nombre de La Isabela, aunque tiempo después fue bautizada por su original nombre de Santo Domingo de Guzmán, el cual había tenido su asiento original, en la margen oriental del río Ozama. Existían, además, otros centros históricamente vinculados a la empresa conquistadora, de índole militar y económico, muchos de los cuales han desaparecido con el paso del tiempo.
En 1502 llega a Santo Domingo como gobernador de La Española el Comendador Mayor de la orden de Alcántara,  frey Nicolás de Ovando, que fue el encargado de trasladar la sede de la ciudad a la ribera occidental del Río Ozama. Nicolás de Ovando es el fundador de la nueva ciudad de Santo Domingo de Guzmán, en honor al Domingo de Guzmán. Ya tiempo después de elegir el asentamiento, Ovando se encarga de dirigir personalmente la disposición y organización de la villa con un nuevo nombre: Santo Domingo, y tiempo después fue nombrado Gobernador General de Santo Domingo. 
La Plaza Mayor, hoy llamada Parque Colón era el parque central de la época donde se unían los poderes políticos, religiosos, militares, municipales y económicos. La ciudad de inmediato se expandió en todas las direcciones, por lo que fue necesario construir nuevas calles y nuevas viviendas. La Calle Las damas, fue una de esas calles en ser construidas, siendo esta la primera del Nuevo Mundo. Esta calle empieza donde se formaba una unión entre la Fortaleza de Santo Domingo, (que actualmente es llamada Fortaleza Ozama), casas residenciales, la Torre del Homenaje, etc. La torre del Homenaje fue construida en la parte sur-este de la ciudad donde convergen el río Ozama y el Mar Caribe. Más calles fueron construidas perpendicularmente a la calle Las Damas.
En 1507, la ciudad recibió el estatuto real de ser la primera ciudad europea en el Nuevo Mundo, por órdenes generales de la Corona Española. Con este mandato se recibe también el privilegio de un escudo de armas, el cual era representado por dos leones dorados que tienen en lo alto una corona de oro, la cual representaba la Corona Española, y separados por una llave azul.

## Lugares históricos de la Ciudad Colonial

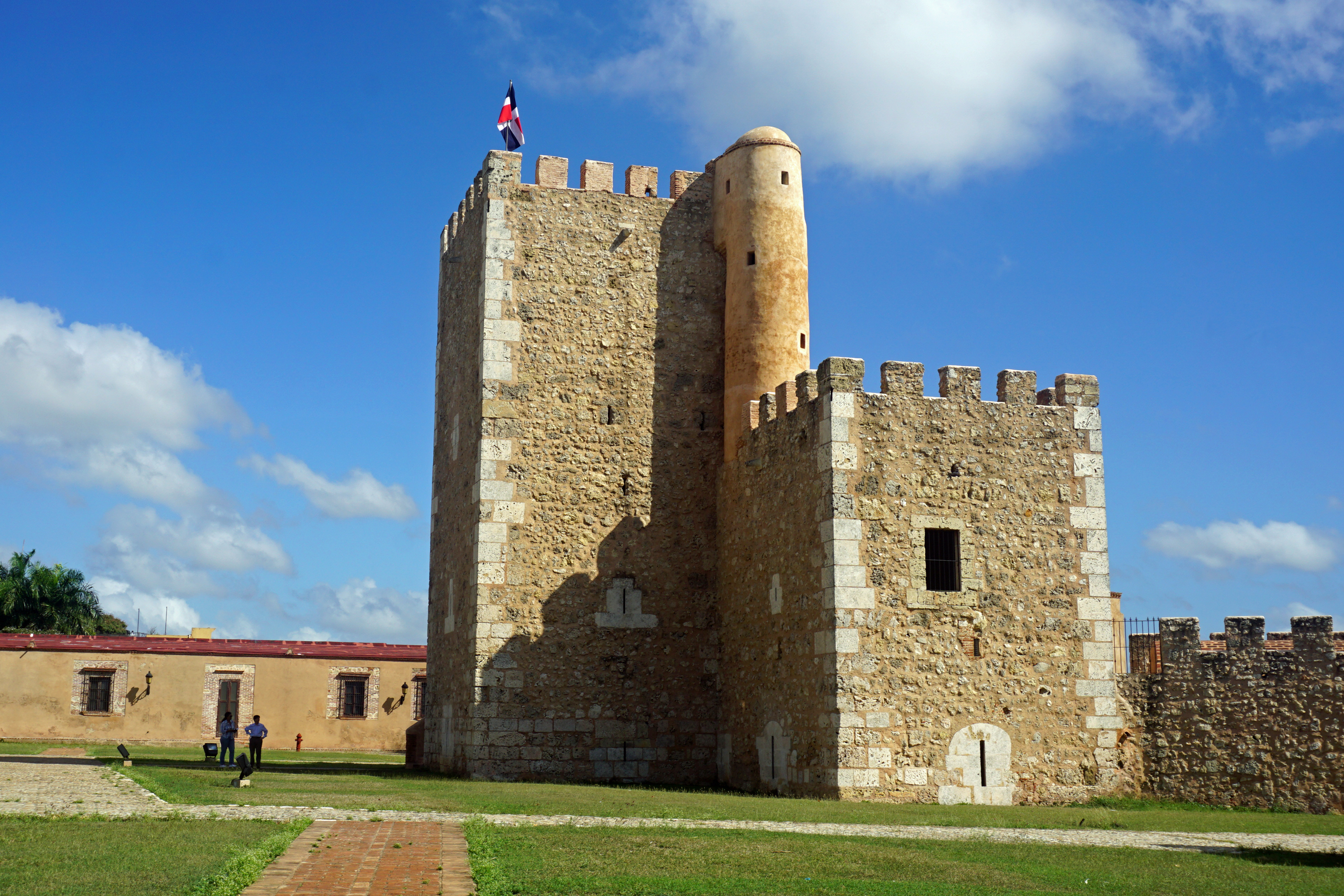
Fortaleza Ozama es el fuerte militar más antiguo construido por europeos en las Américas.

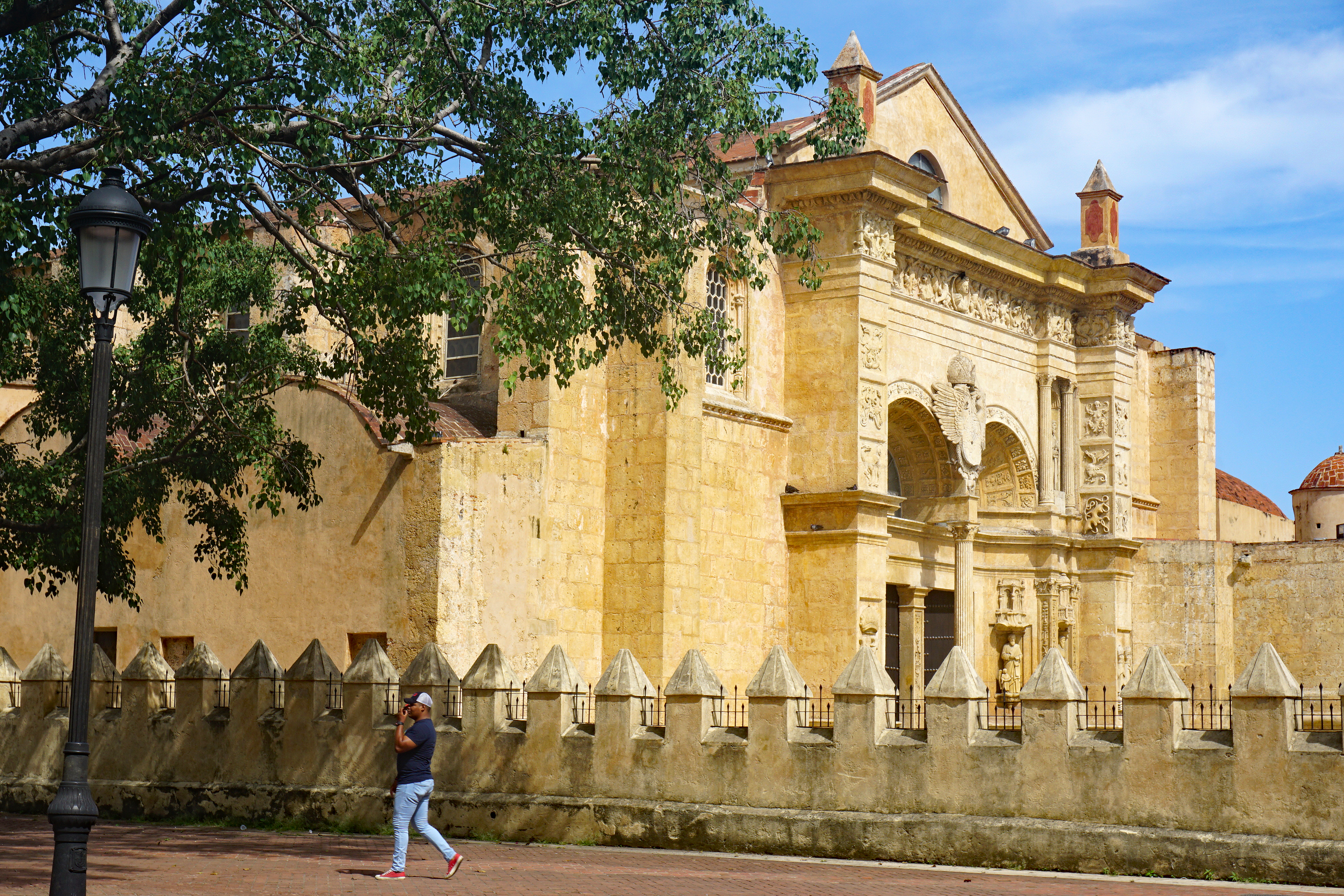
Catedral Primada de América es la catedral más antigua construido por europeos en las Américas.

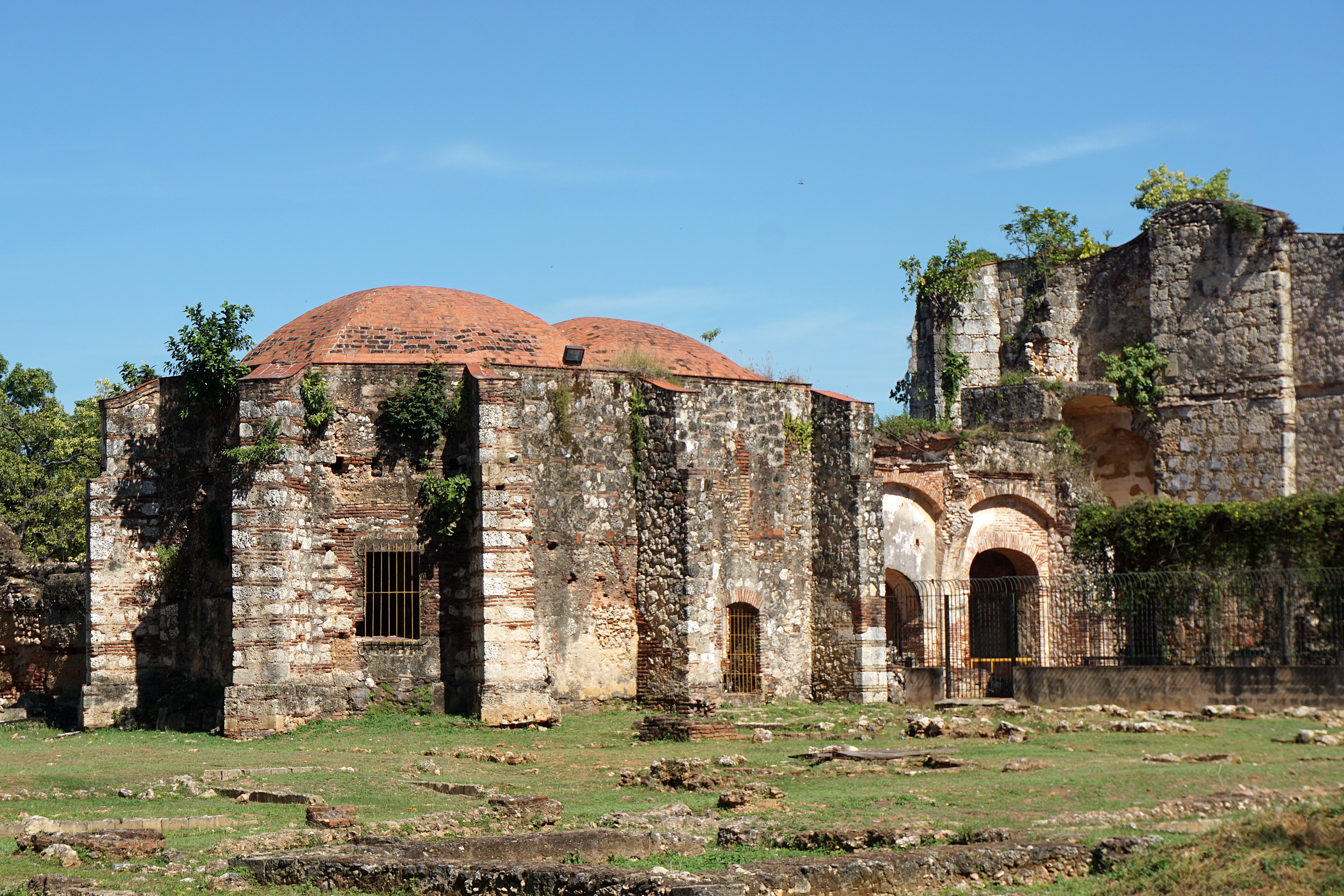
Ruinas del Monasterio de San Francisco, el más antiguo en las Américas.

En la Ciudad Colonial hay diversos lugares construidos por los españoles durante la época colonial, que en conjunto forman más de 300 lugares históricos de la zona; entre estos se encuentran diversos monumentos de carácter cultural e histórico, así como también se encuentran casas de grandes figuras de la sociedad de dicha época, pero no se puede dejar de mencionar importantes calles, como lo es la calle Las Damas. Algunos de estos son los siguientes:
| - Alcantarilla Colonial, construida por Nicolás de Ovando en 1502. La entrada a uno de sus túneles se encuentra en frente del Museo del Ron y la Caña - Alcázar de Colón, residencia virreinal más antigua de América. Hoy un museo de 22 salas - Baluarte del Conde - Altar de la Patria - Puerta del Conde - Parque Independencia - Calle El Conde - Calle Las damas, calle más antigua de América - Calle Las Mercedes - Calle de los Nichos o del Arquillo chico, anteriormente Calle del Mono en los siglos XVI-XVII y Calle de los Polancos en el siglo XVIII, hoy la calle peatonal Pellerano Alfau. La Casa de Diego Caballero y las de los Campuzano Polanco están localizadas en esta calle. - Capilla del Rosario dentro de la Iglesia del Convento Dominico también llamada la Capilla del Zodíaco, construida por la familia Campuzano Polanco a mediados del siglo XVIII. Es la única de su tipo en América y una de las cuatro bóvedas con representaciones astrológicas que existen hoy en día en el mundo. - Capilla de la Tercera Orden Dominica, al lado de la Iglesia del Convento Dominico, fue sede de la Escuela Normal de Eugenio Maria de Hostos - Capilla y Hospital de San Andrés, segundo hospital más antiguo de América construido en 1512, hoy Hospital Padre Billini. A su lado se encuentra la Capilla de San Andrés construida por Pedro Duque de Rivera en 1562. - Casa de Rodrigo de Bastidas, hoy el Museo Infantil - Casa de Diego Caballero - Casa de los Campuzano Polanco, más tarde Casa de los Presidentes, hoy Arzobispado de Santo Domingo - Casa de "El Tapado", construida por el Dean Pedro Duque de Rivera a mediados del siglo XVI. Toma su nombre de la leyenda de uno de sus residentes que solo salía por las noches. La leyenda dice que era un noble español con una cara desfigurada. - Casa de Hernán Cortés, hoy Embajada de Francia - Casa de Juan de Viloria - Casa de Juan Pablo Duarte - Casa de Nicolás de Ovando, hoy parte del Hodelpa Nicolás de Ovando - Casa de Tostado, construida en 1505 por Francisco Tostado, abuelo del primer poeta de América, Francisco Tostado de la Peña (m. 1586), quien murió en la Invasión de Francis Drake. Hoy es el Museo de la Familia Dominicana del siglo XIX de muebles y antigüedades - Casa de la Familia Dávila, hoy parte del Hodelpa Nicolás de Ovando - Capilla de los Remedios de la Familia Dávila - Casa de Rodrigo del Río (hoy museo del cacao KahKow Experience) - Casas de Gaspar de Astudillo, al frente de la puerta de Casa de Bastidas (la de una planta es sede de la Sociedad Dominicana de Bibliófilos) - Casa de la familia Infante (hoy Academia Dominicana de las Ciencias) - Casa de La Moneda, construida en 1540 con una puerta rodeada por cinco medallones esculpidos en estilo renacentista temprano, hoy alberga un museo de monedas coloniales - Casa de Las Gárgolas, ubicada al principio de la Calle de las Mercedes, fue sede de la Universidad de Santiago de la Paz y de Gorjón fundada por los jesuitas a mediados del siglo XVI - Casa de Los Jesuítas, ubicada en la Calle las Damas esq. Las Mercedes, fue sede de la Universidad de Santiago de la Paz y de Gorjón a mediados del siglo XVIII - Casa del Cordón, construido por la familia Garay, quizás el edificio de piedra más antiguo del Nuevo Mundo (1502), posee un marco de puerta bellamente tallado en forma de cinturón de cuerda de un fraile franciscano. En esta casa nacieron dos de los hijos de Diego Colón - Casa del Sacramento, edificada por la familia Garay, hoy Arzobispado de Santo Domingo - Casa de Juan Sánchez Ramírez, líder de la Guerra de la Reconquista, hoy Colegio CODIA en la calle Padre Billini - Catedral Primada de América, primera Catedral de las Américas - Ceiba de Colón | - Colegio de Gorjón - Convento Santa Clara - Ermita de San Antón - Escalinata de Las Damas - Fortaleza Ozama, primera fortaleza de América - Estatua de Gonzalo Fernández de Oviedo, dentro de la Fortaleza Ozama - Fuerte de El Invencible, parte de la defensa del Río Ozama construida por la familia Dávila - Fuerte de La Carena - Fuerte de La Caridad - Fuerte de La Concepción - Fuerte de San Diego - Fuerte de San Gil, construido hacia 1505, primera defensa de la Zona Colonial - Fuerte de San José - Fuerte del Ángulo - Ruinas del Hospital San Nicolás de Bari, hospital más antiguo de América - Iglesia de San Miguel - Iglesia del Convento Dominico, iglesia más antigua del Nuevo Mundo - Iglesia Hospital San Lázaro - Iglesia La Altagracia, construida en 1502 por Ovando, reconstruida en 1920 - Iglesia Las Mercedes, residencia temporal de Tirso de Molina y probablemente donde escribió su libro Don Juan Tenorio - Iglesia Nuestra Señora del Carmen - Iglesia Regina Angelorum, residencia de Leonor de Ovando y Elvira de Mendoza, primeras poetizas de América - Catedral Castrense Santa Bárbara - Mercado Modelo, tienda de suvenires más grande de la Ciudad Colonial. - Museo de las Casas Reales, antes Palacio de la Real Audiencia de Santo Domingo, hoy un museo de 9 salas sobre la historia colonial de la isla, considerado uno de los más completos de América - Museo Naval de las Atarazanas, museo de arqueología naval de la isla - Museo de Juan Pablo Duarte, en la casa donde nació el héroe nacional de la República Dominicana. - Museo Memorial de la Resistencia Dominicana, en honor a las luchas contra los regímenes de Trujillo y Balaguer - Museo del Ámbar o Museo del Mundo Ámbar, ubicado frente al Parque Columbus. Contiene una colección de ámbar del país con datos históricos y científicos. - Museo Larimar, museo sobre una piedra preciosa que solo se encuentra en esta isla, ubicada en la calle Isabel La Católica. - Monasterio de San Francisco, lugar original de entierro de Alonso de Ojeda y Bartolomé Colón - Palacio Consistoral, edificio del primer ayuntamiento de América - Palacio de Borgellá - Panteón Nacional, antes fue la Iglesia de los Jesuitas - Parque Colón - Parque Independencia - Plaza de España - Plaza Fray Bartolomé de las Casas - Plaza Duarte - Plaza María de Toledo, al lado de la Iglesia de los Jesuitas (Panteón Nacional) - Plaza y estatua de Antonio de Montesinos - Plaza Pellerano Castro - Plazoleta de los Curas, lugar donde estuvo el cementerio más antiguo de América - Plazoleta Padre Billini - Puerta de la Misericordia - Puerta de San Diego, construida en 1576, principal entrada a la zona colonial desde el mar - Reales Atarazanas, primeras oficinas de aduanas y almacenes reales de América, fueron manejadas por la Familia Welser en sus inicios - Reloj de Sol, frente al Museo de las Casas Reales, construido en 1753 por el gobernador Francisco Rubio y Peñaranda |

## Galería

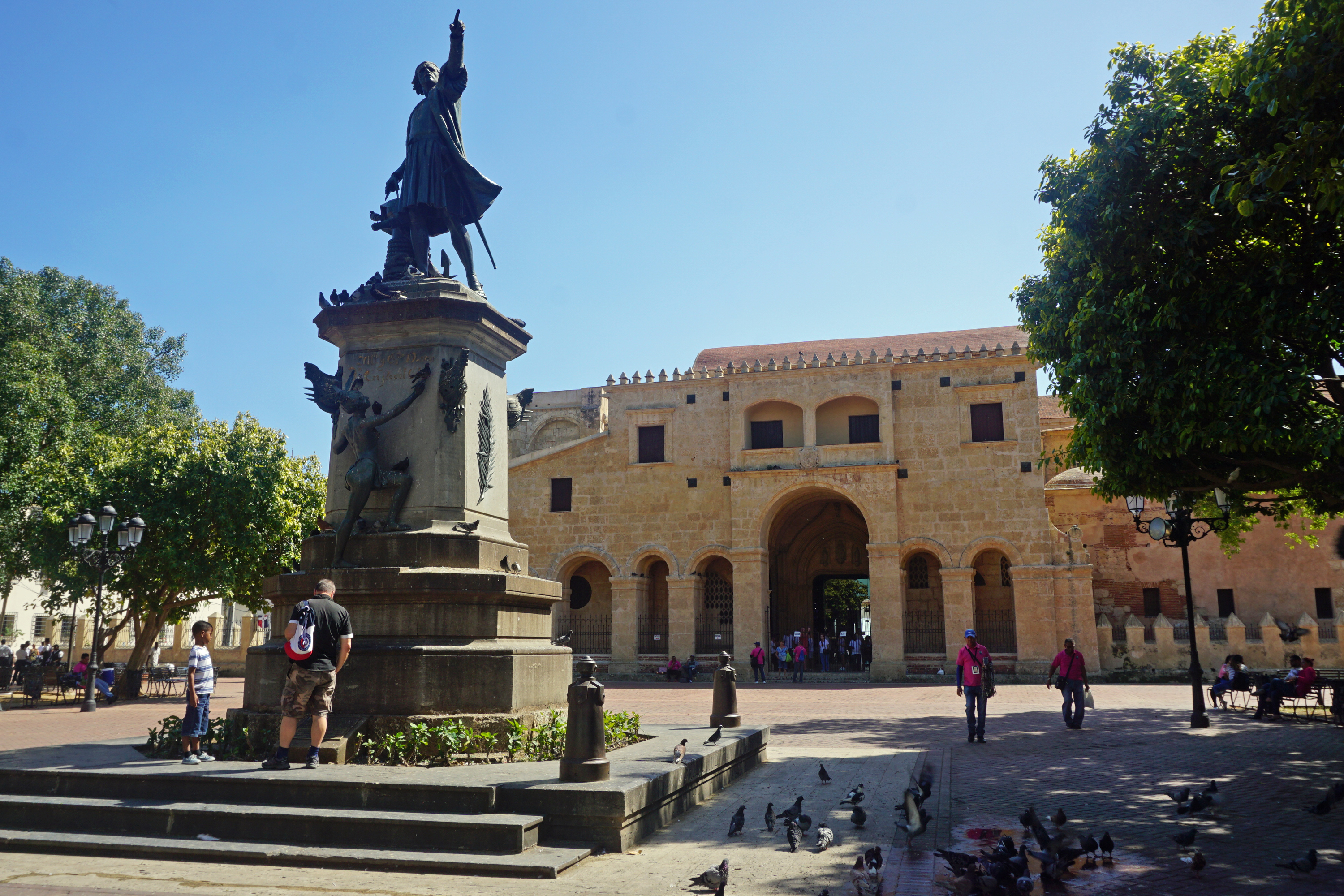
Parque Colón
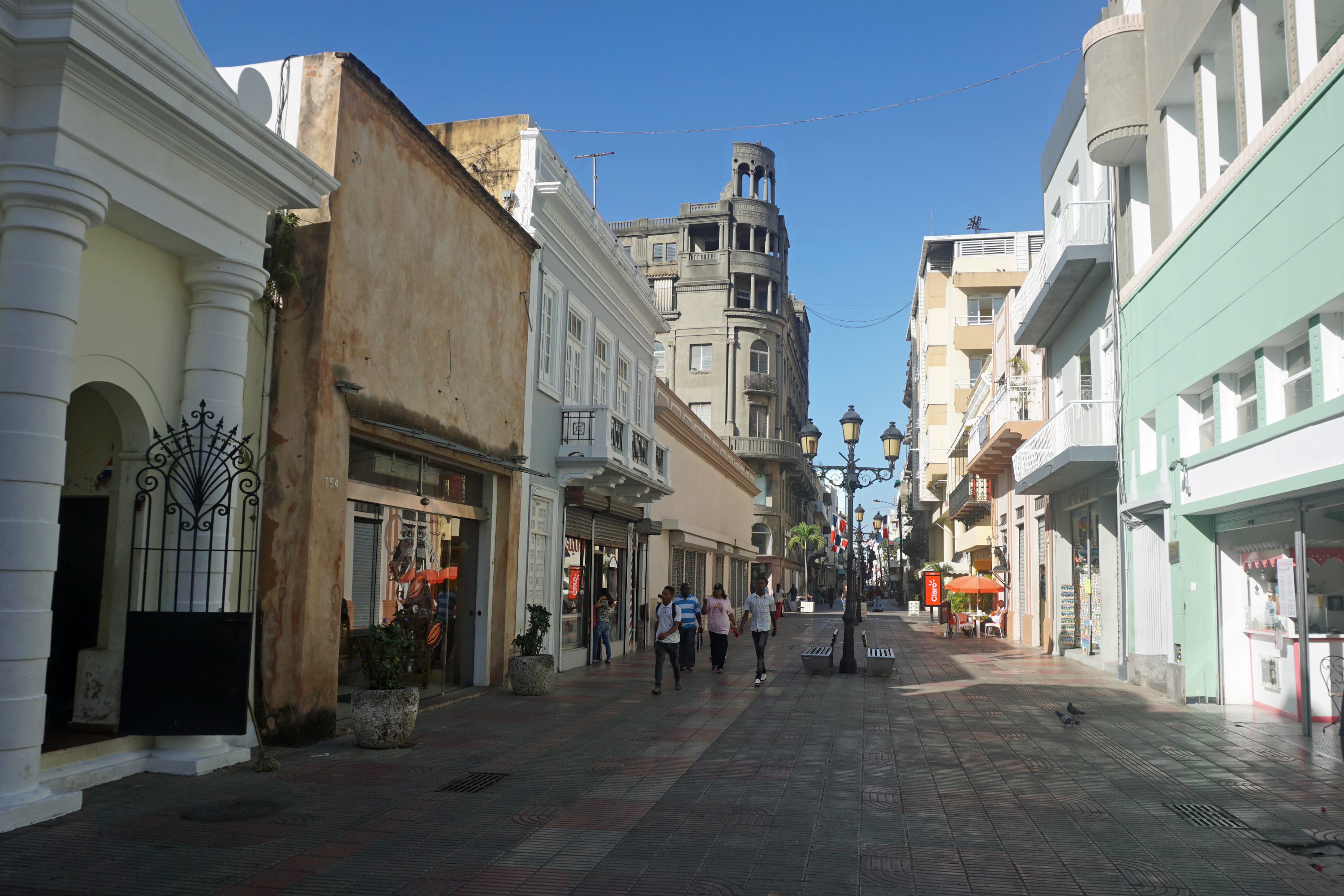
Calle El Conde
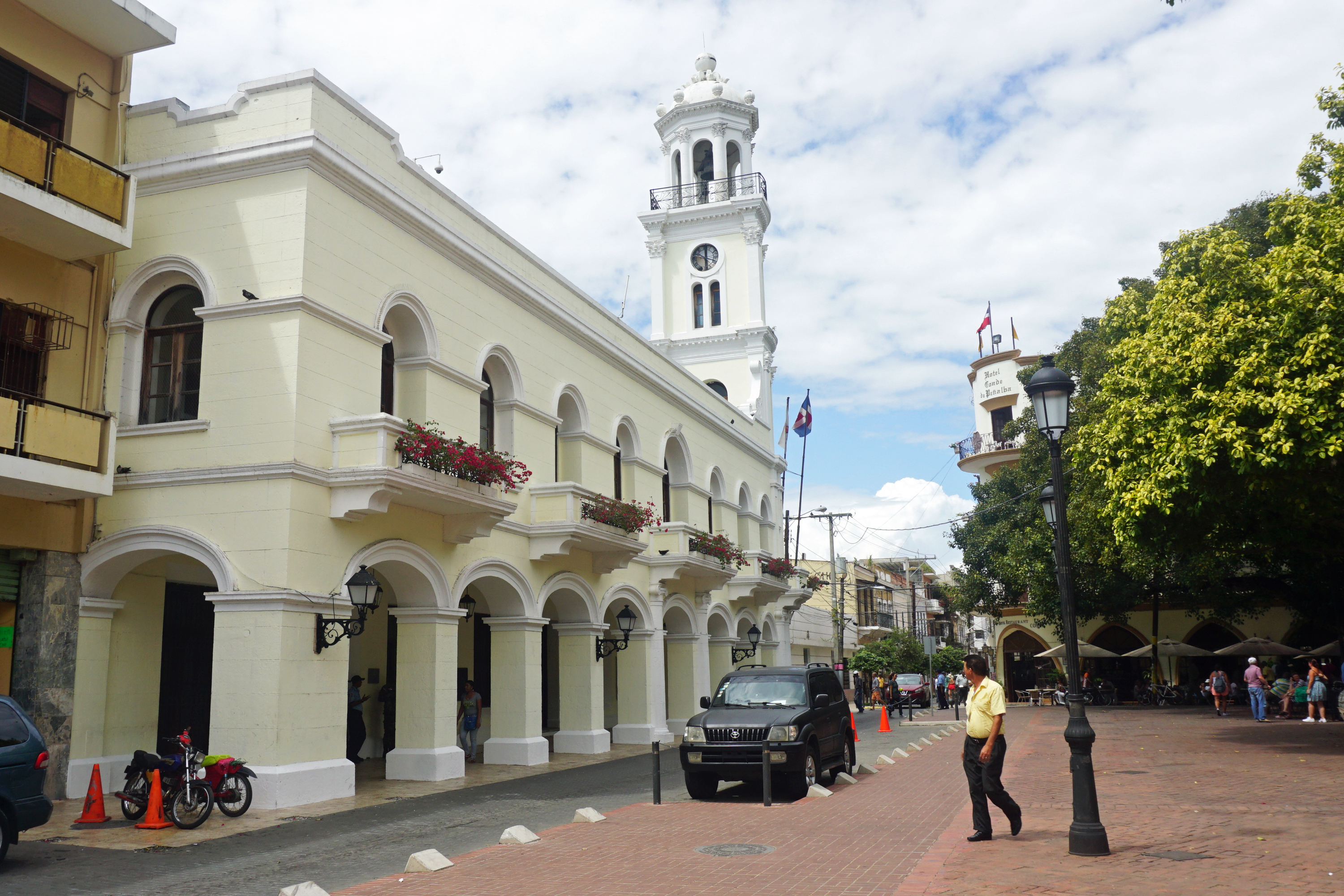
Palacio Consistorial
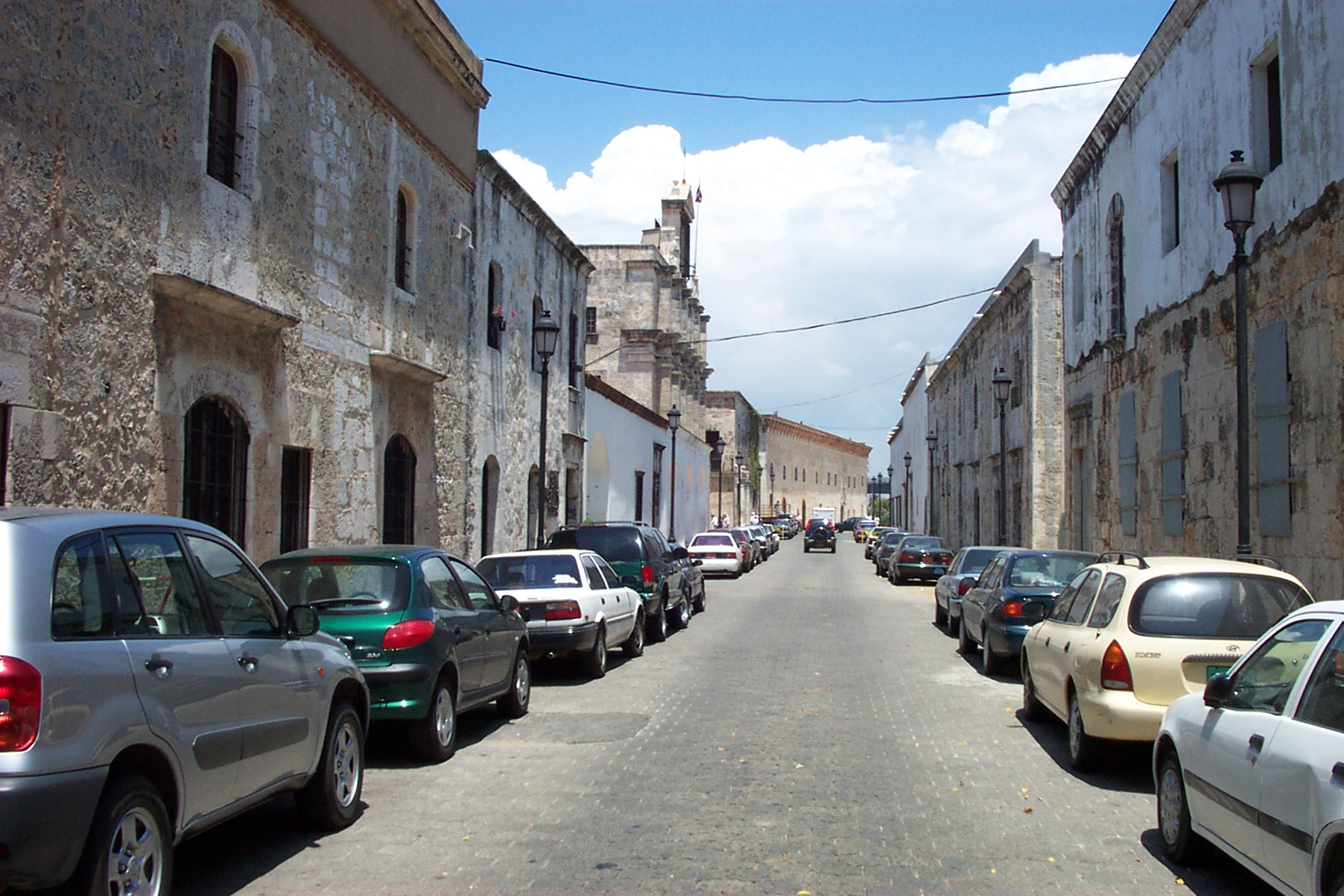
Calle Las Damas
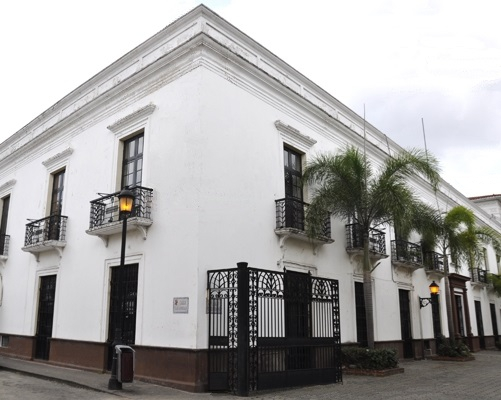
Casa de los Presidentes
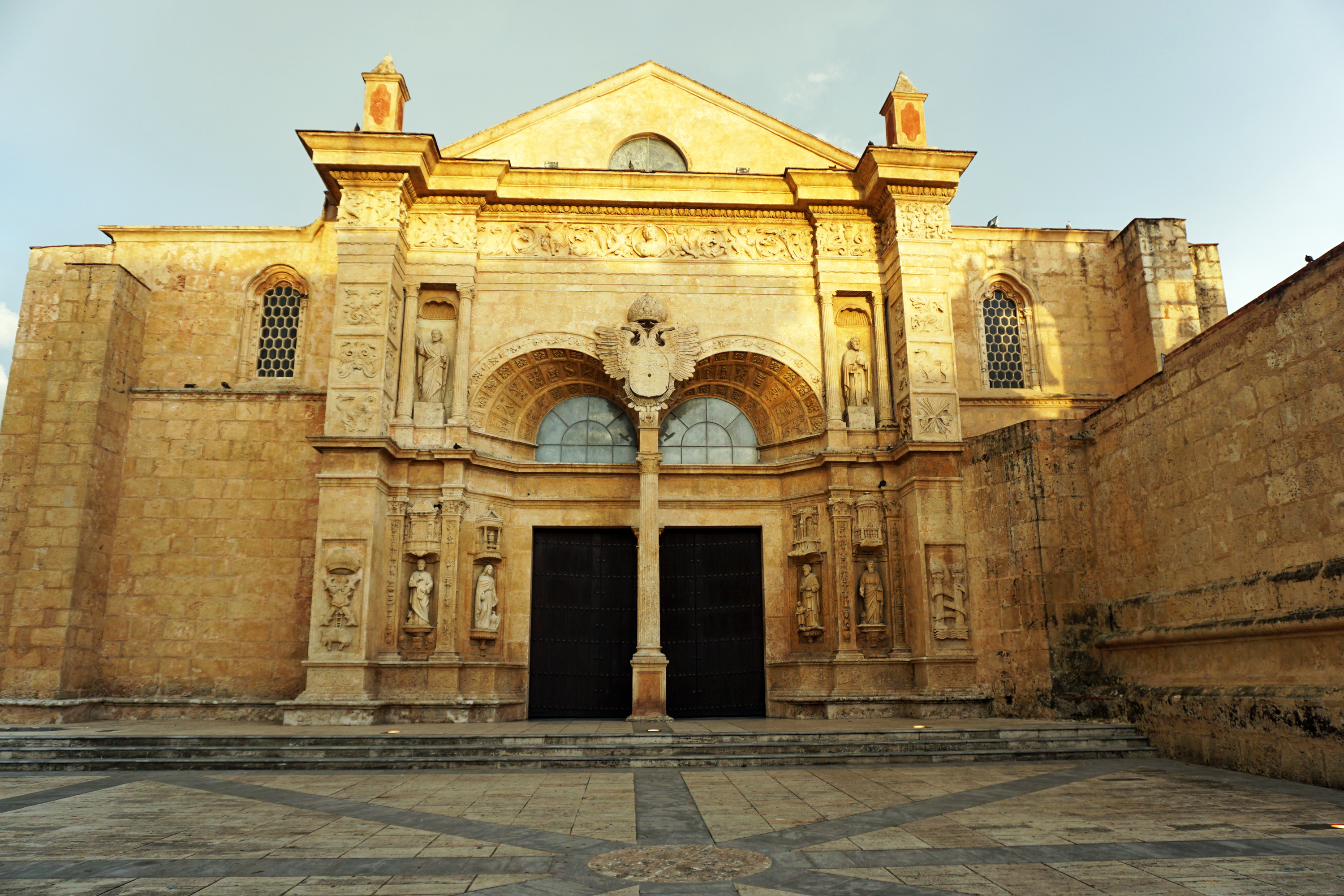
Catedral de Santa María la Menor
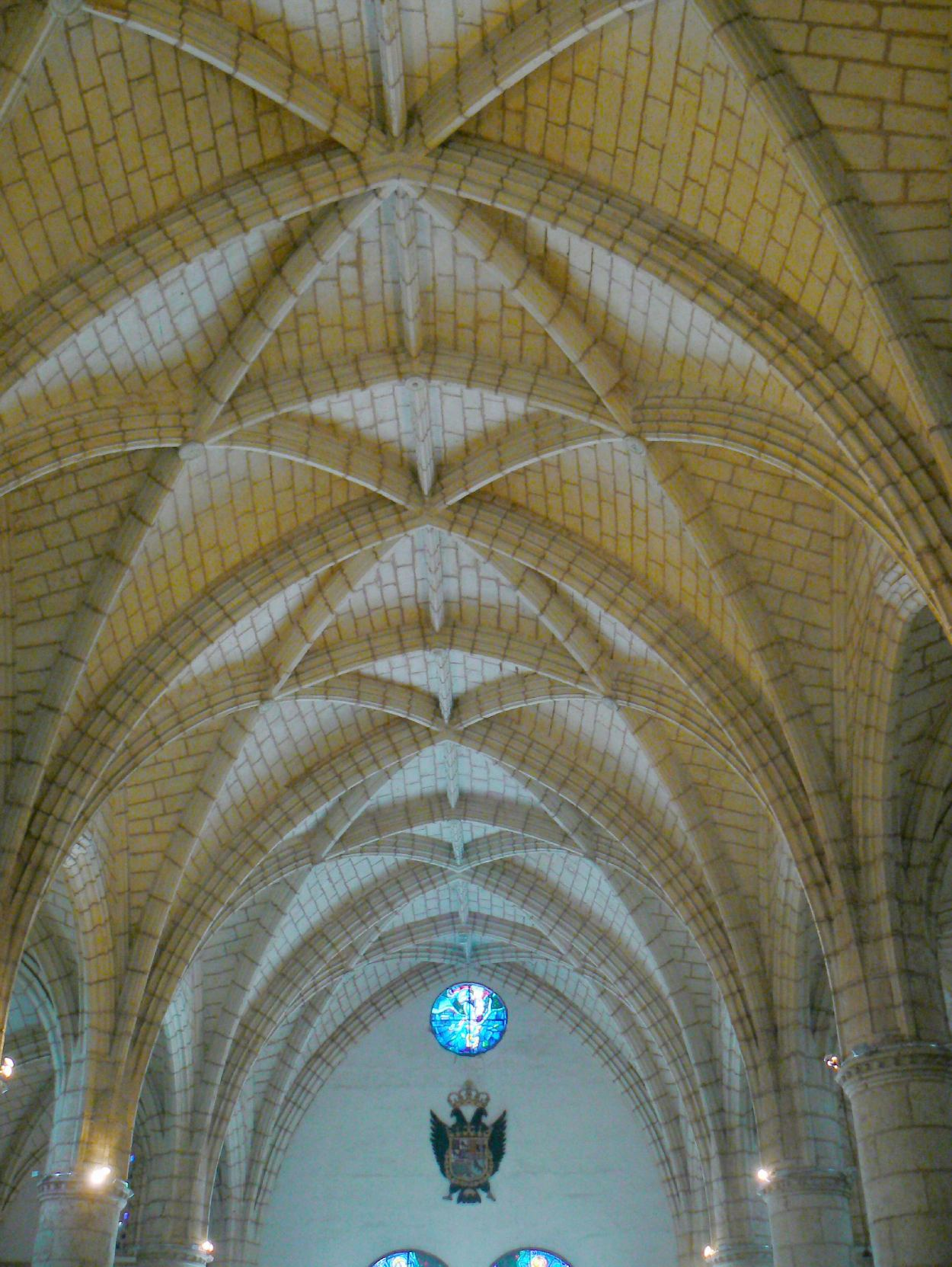
Interior de la Catedral Primada
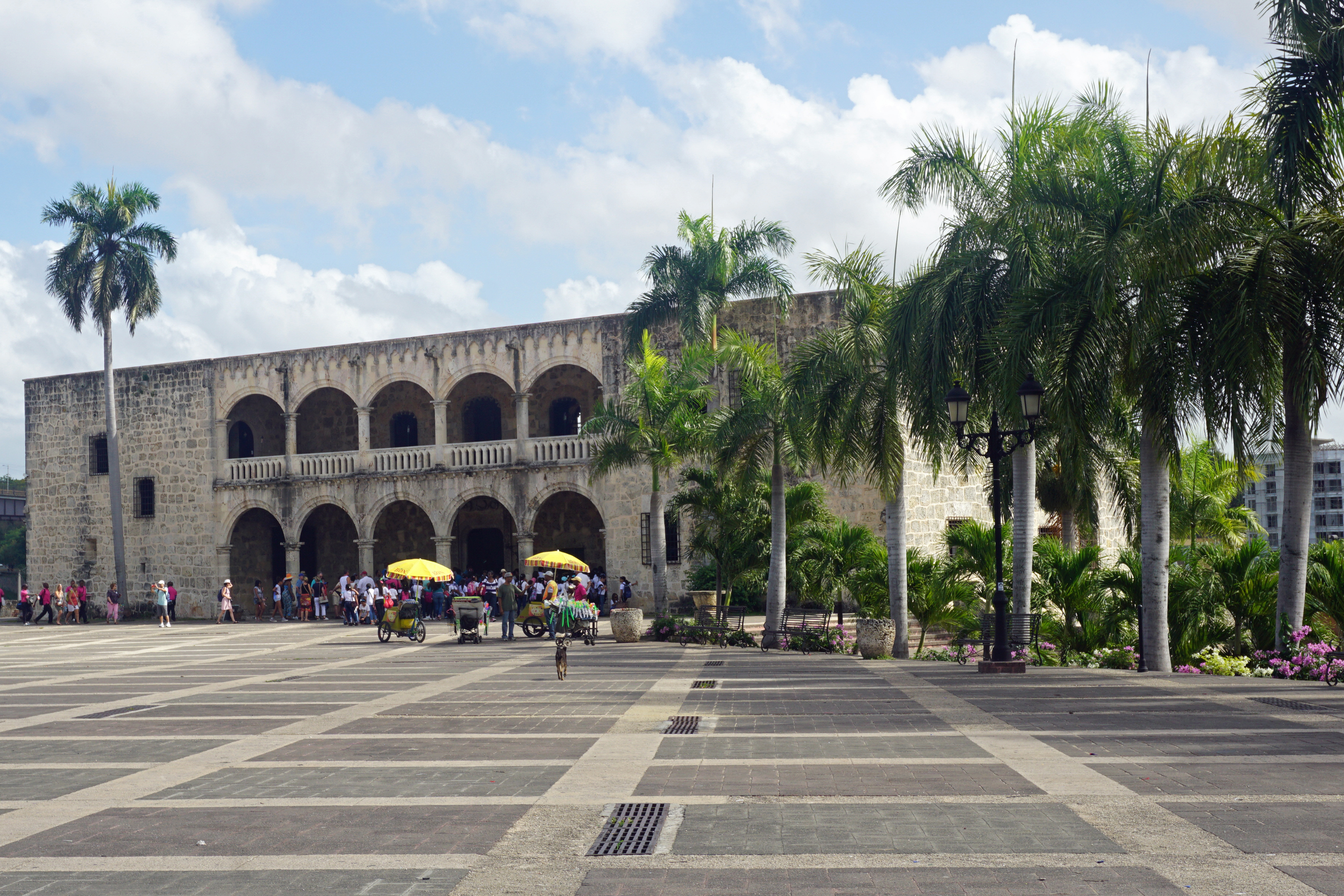
Alcázar de Colón y la Plaza de España
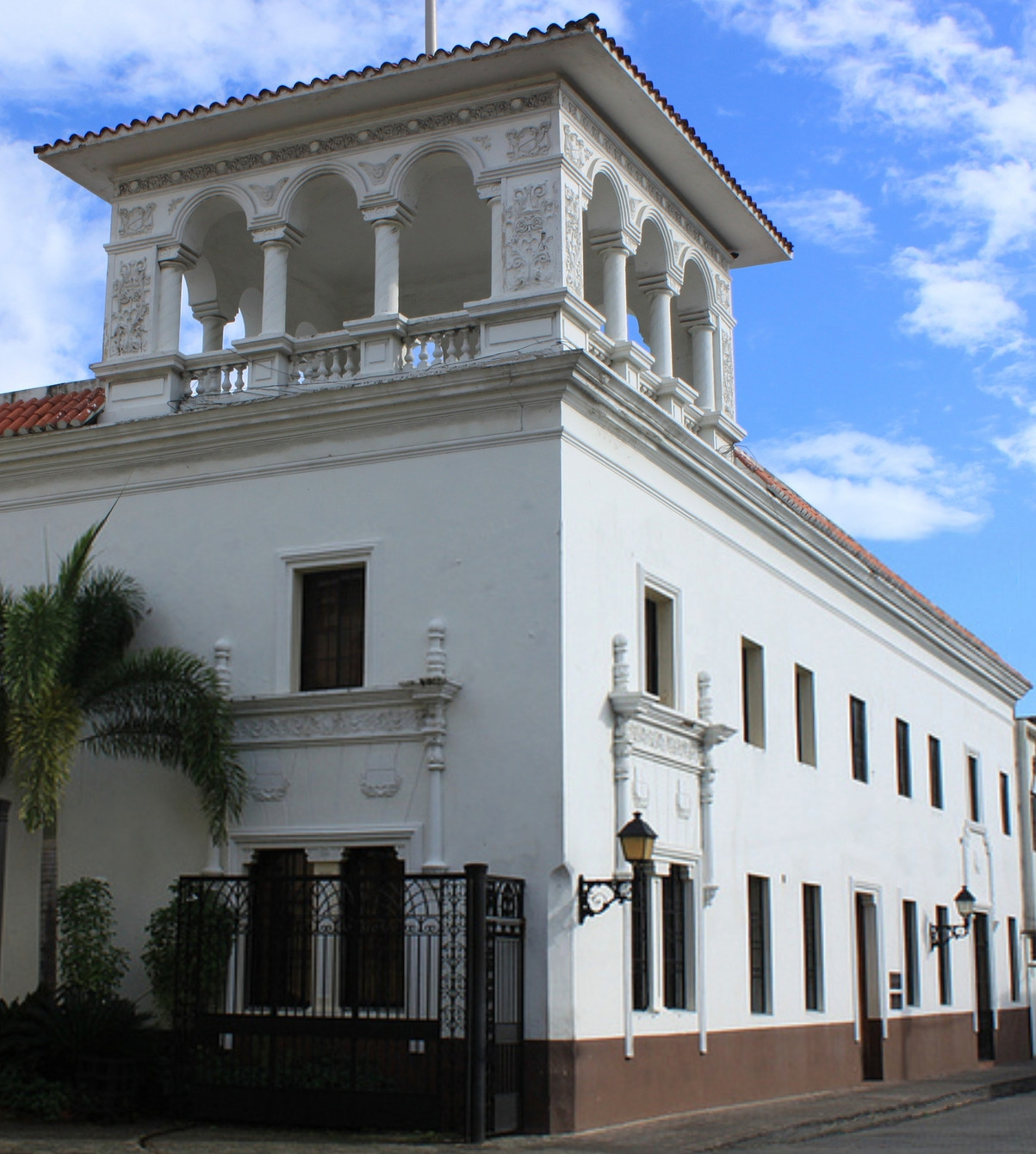
Casa del Sacramento
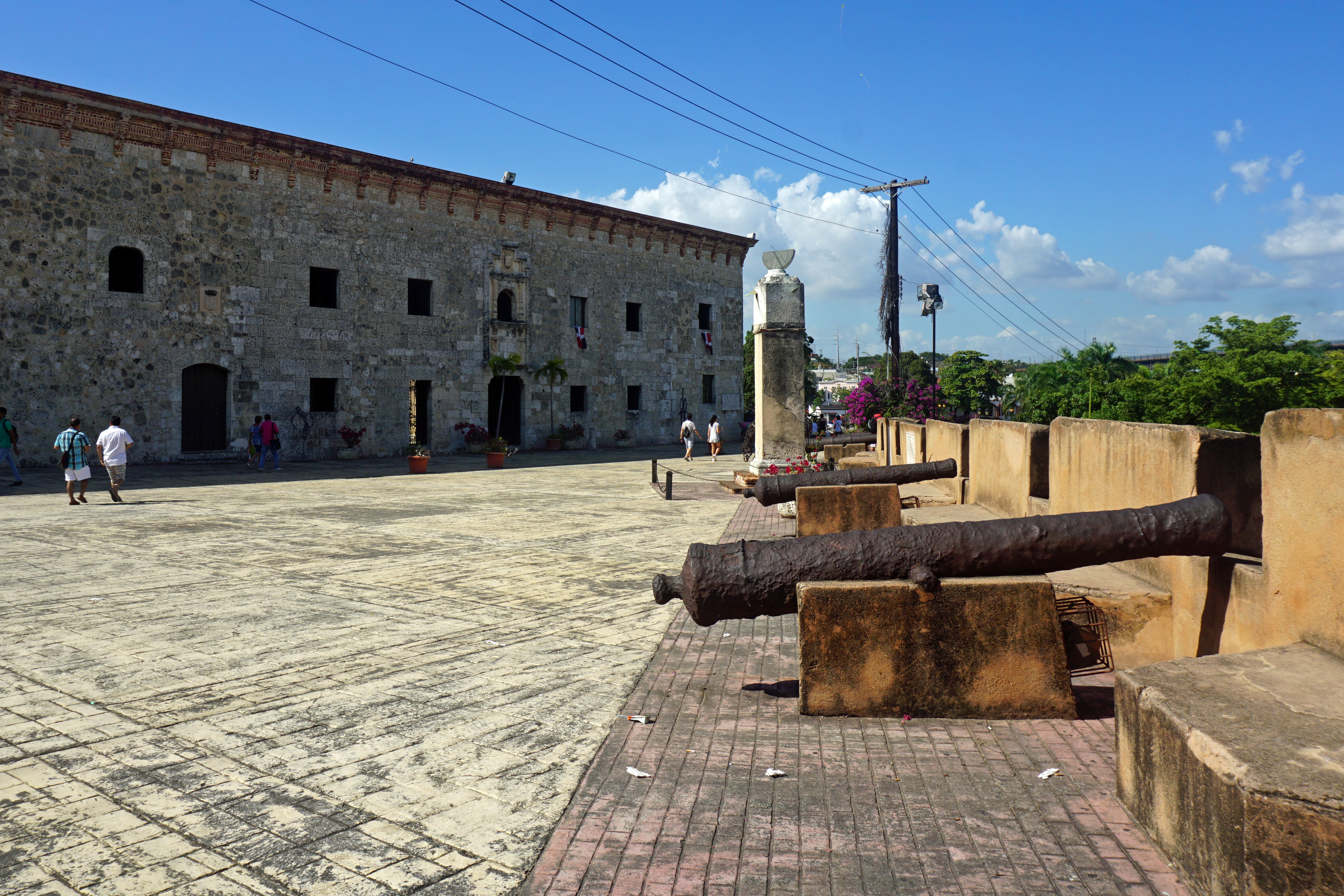
Museo de las Casas Reales
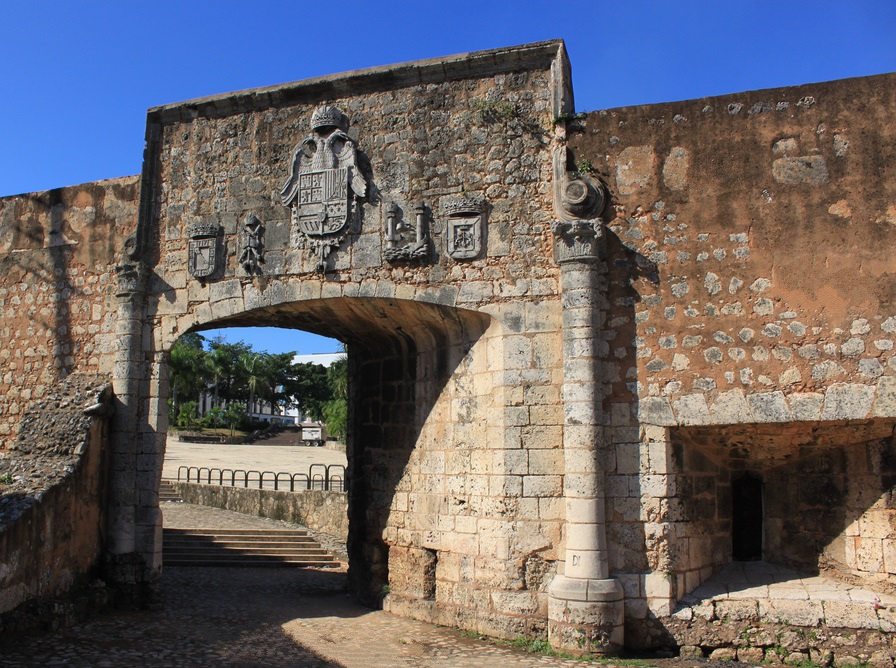
Puerta de San Diego
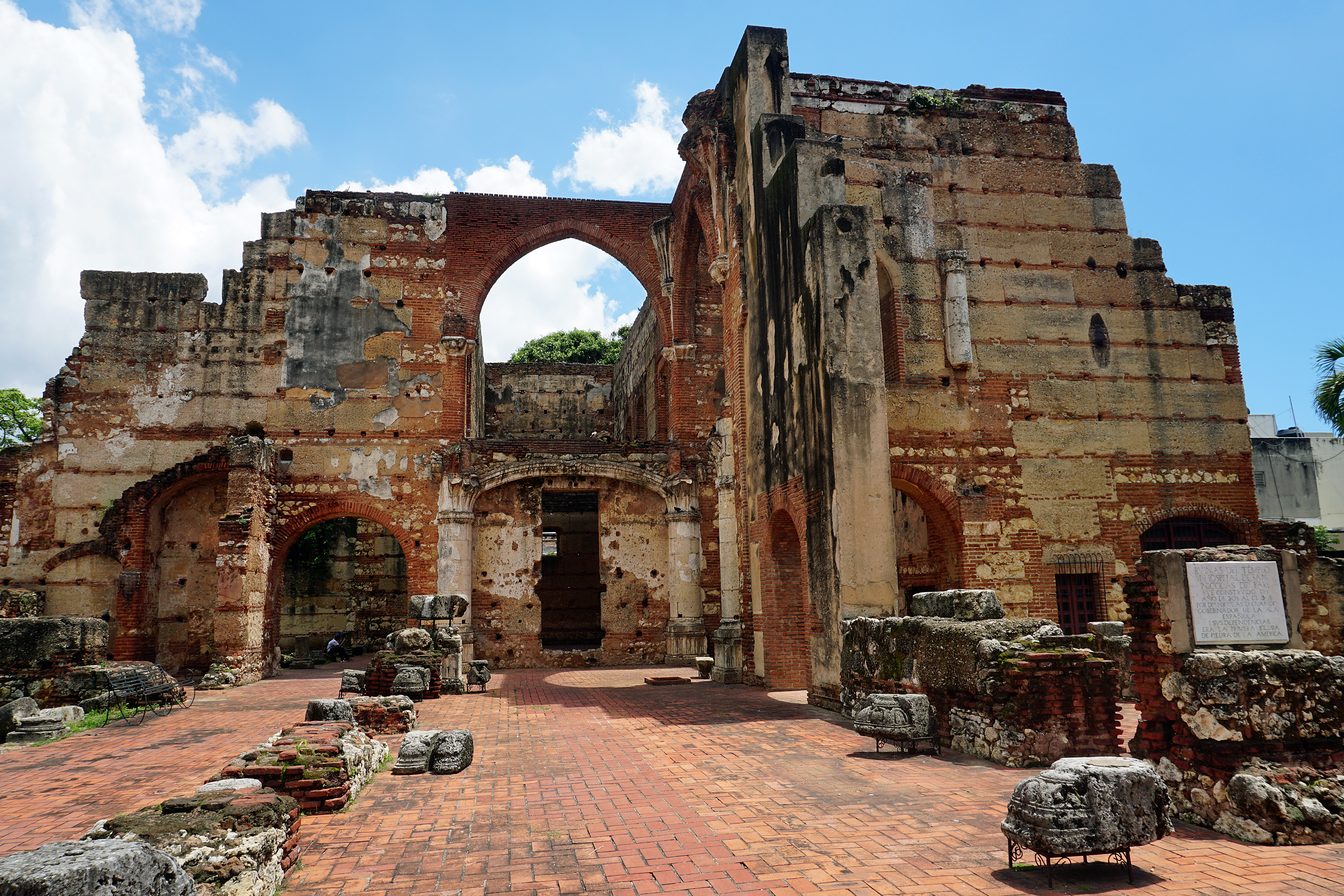
Ruinas Hospital San Nicolás de Bari
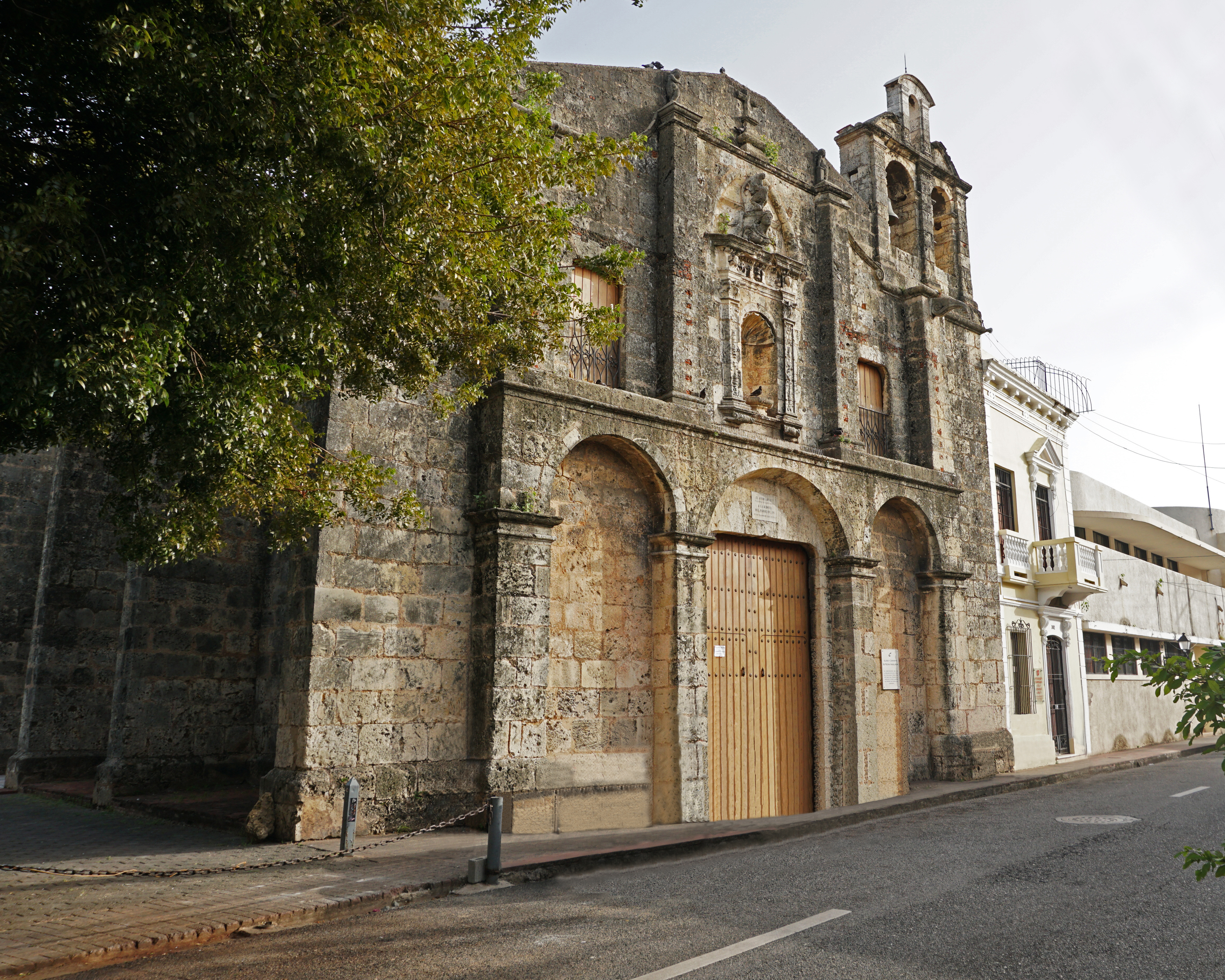
Iglesia Regina Angelorum
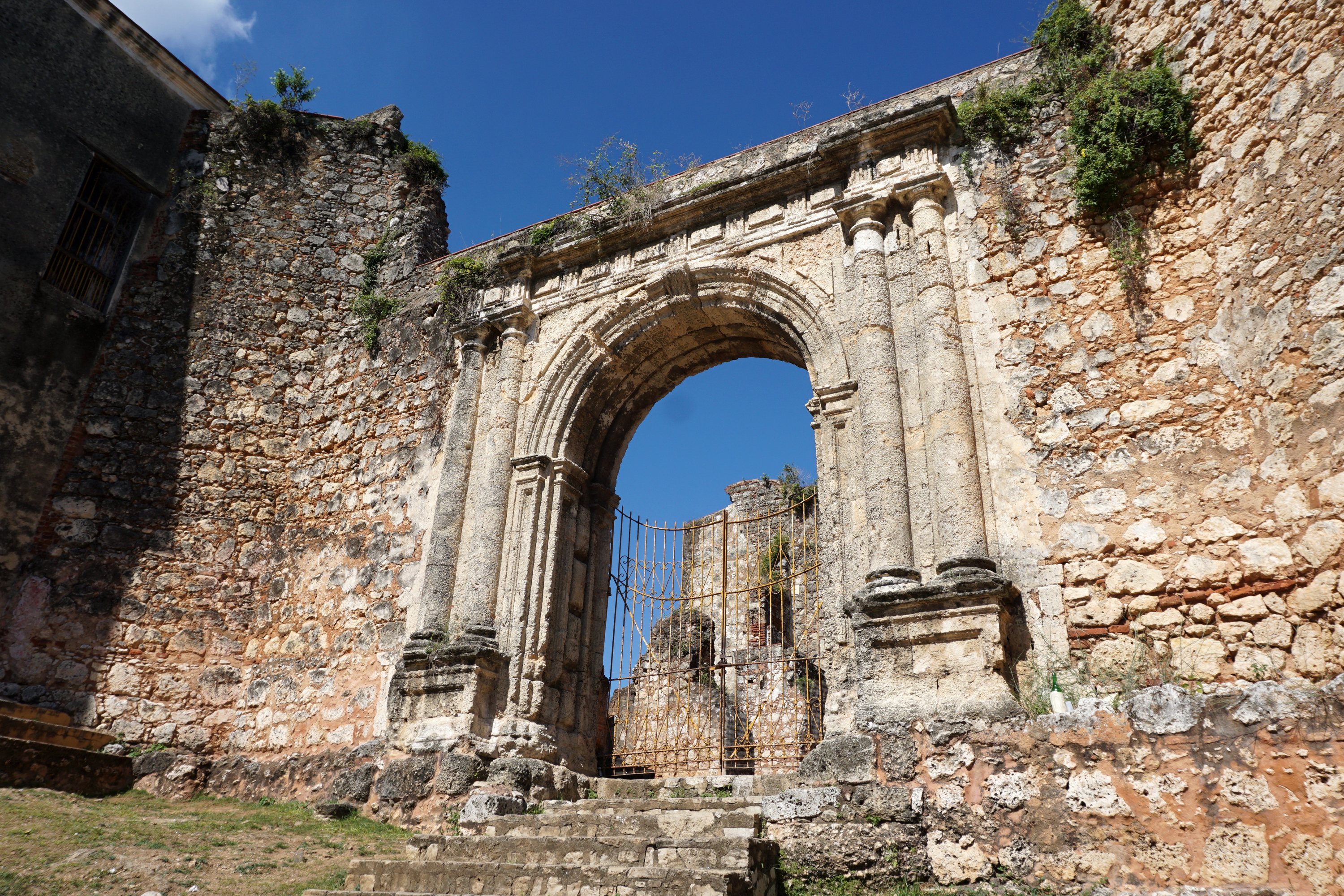
Ruinas Monasterio de San Francisco
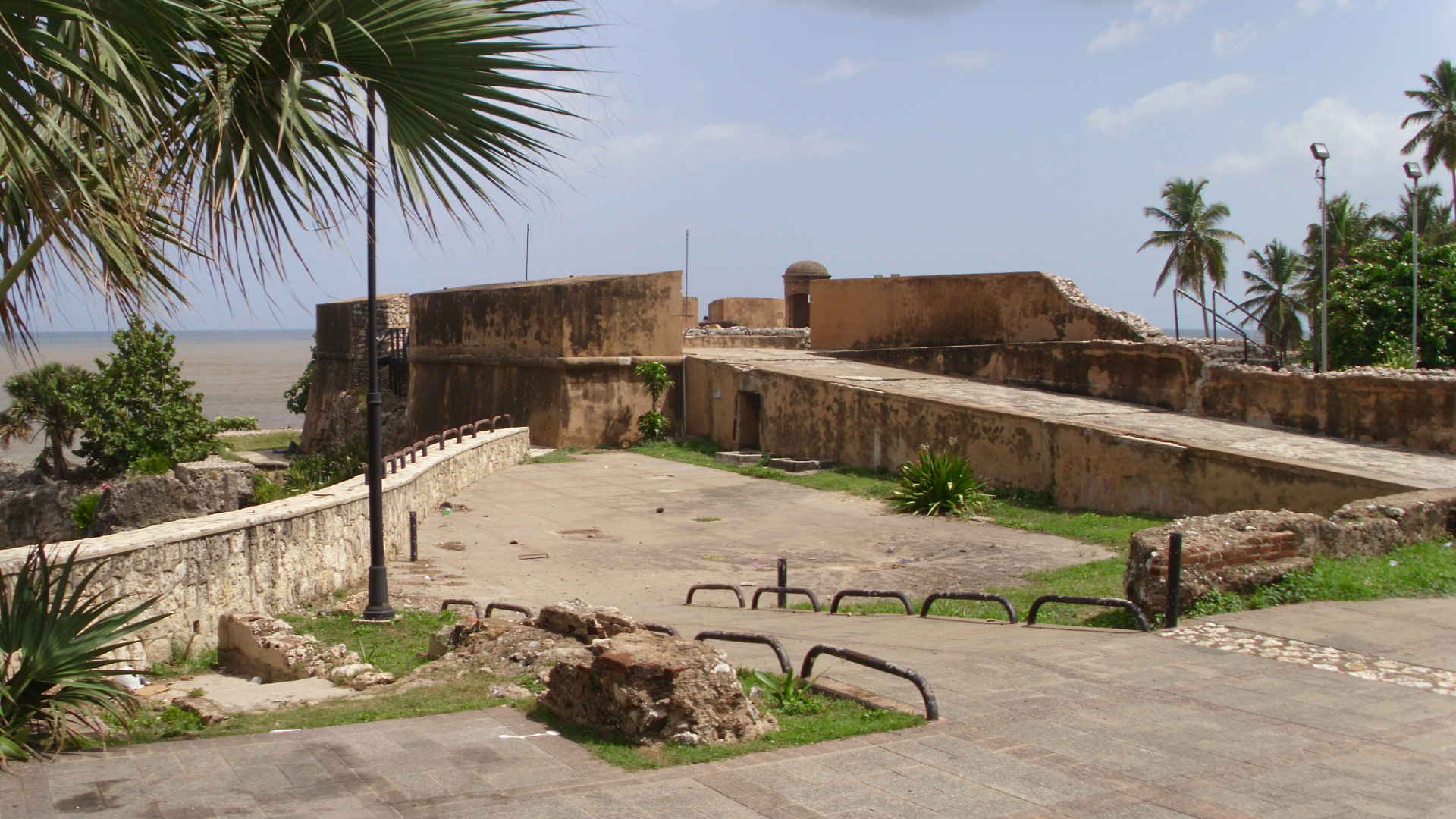
Fuerte San Gil
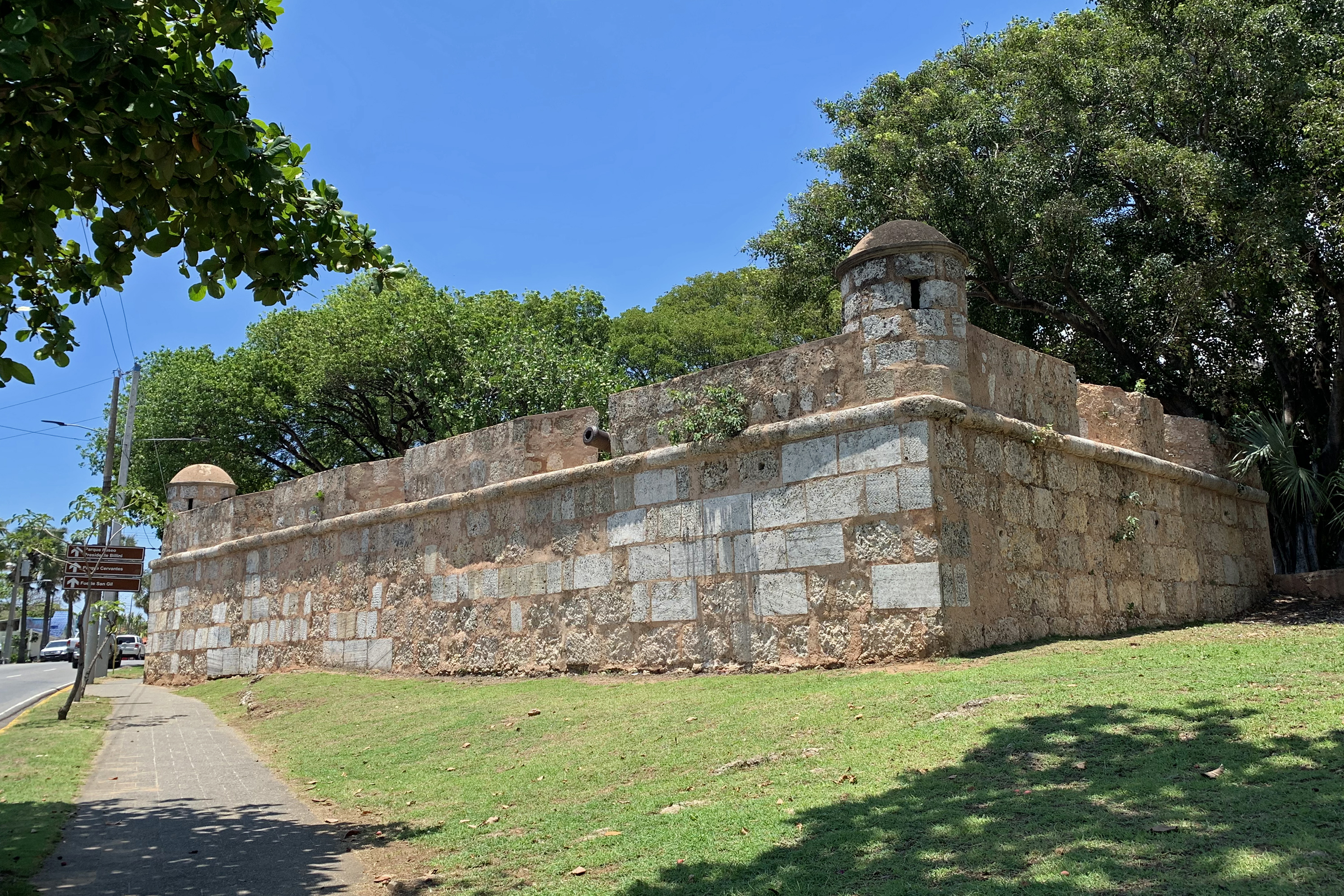
Bastión San José
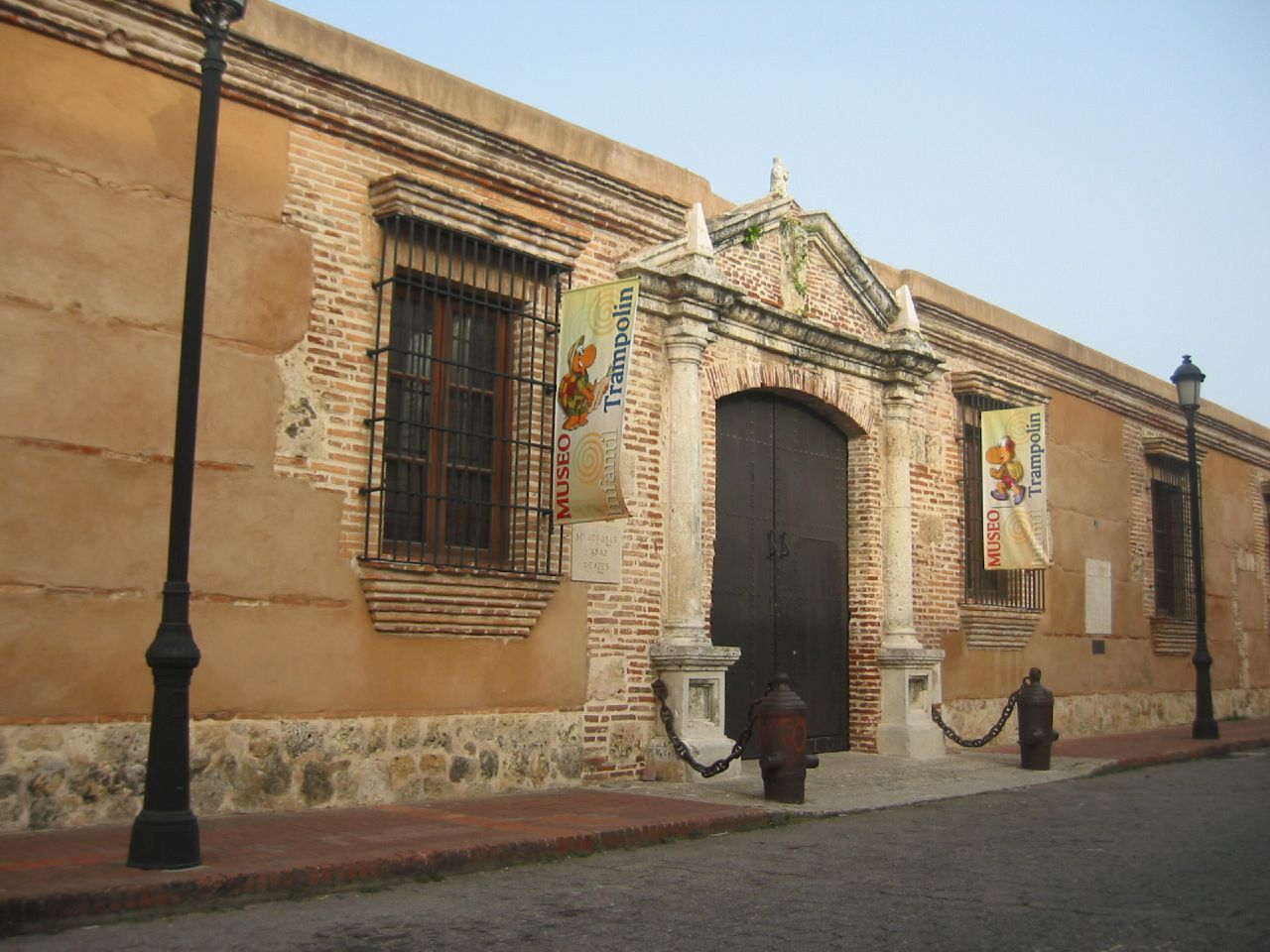
Casa de Rodrigo de Bastidas
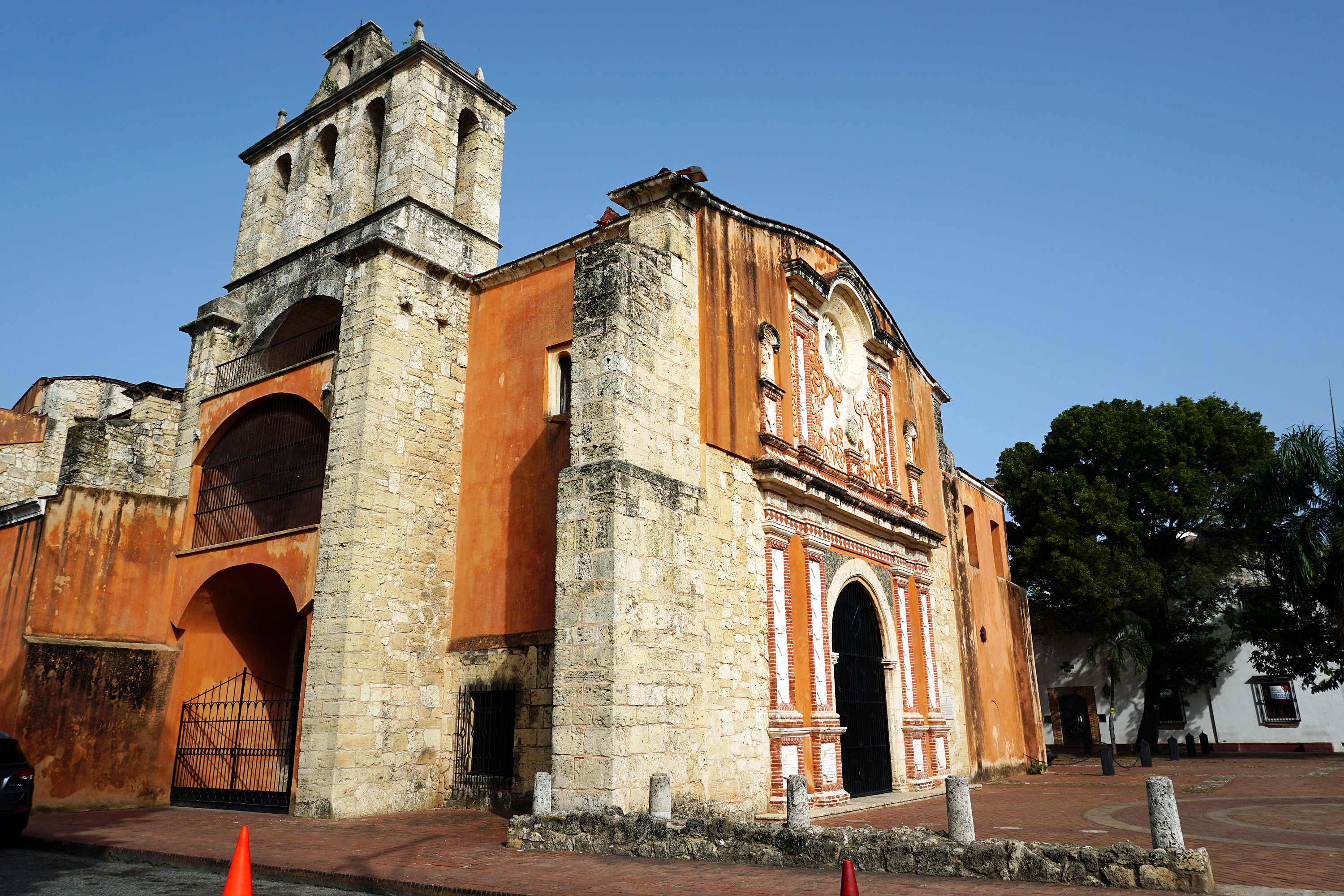
Iglesia y Convento de los Dominicos
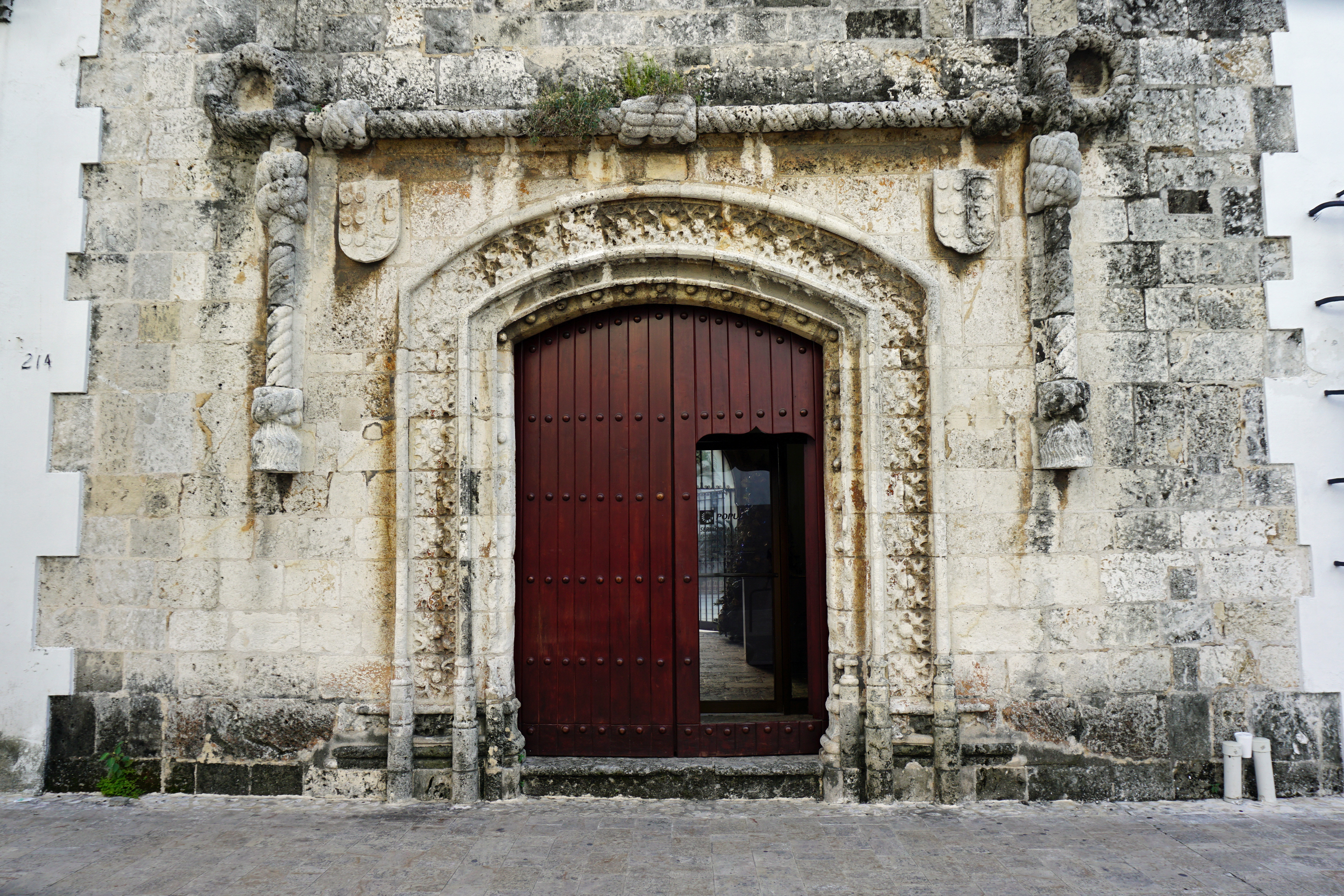
Casa del Cordón
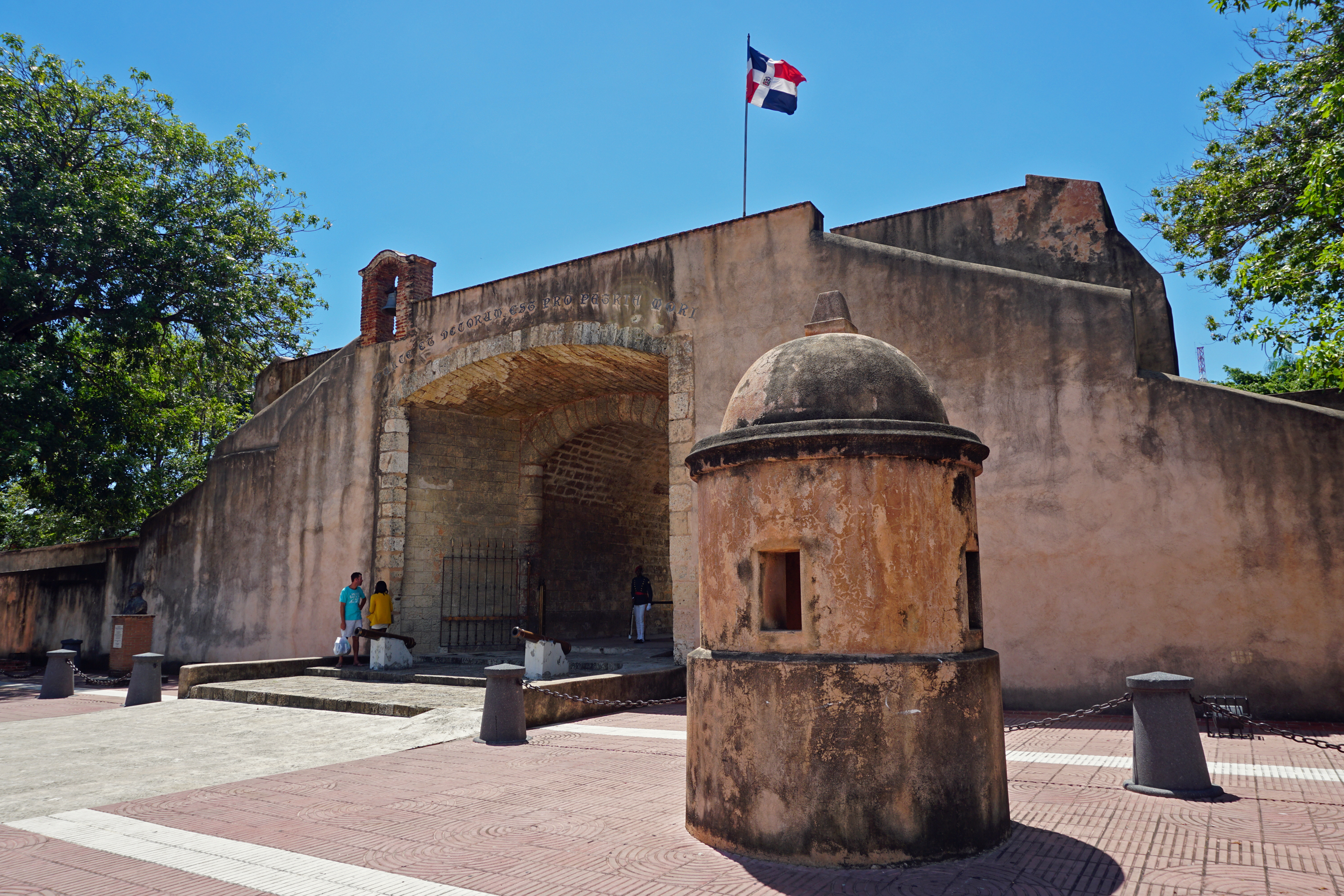
Puerta del Conde
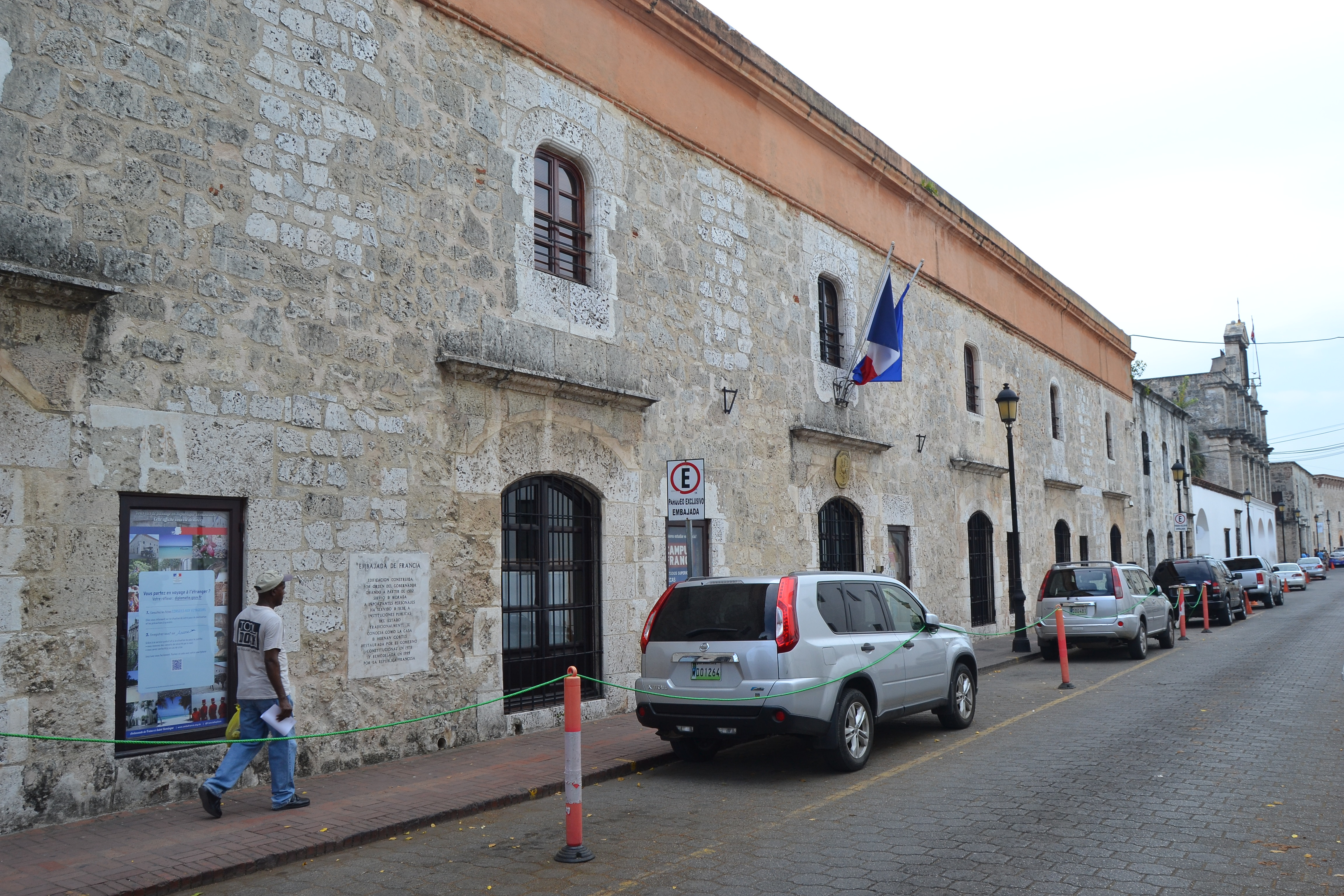
Casa de Hernán Cortés
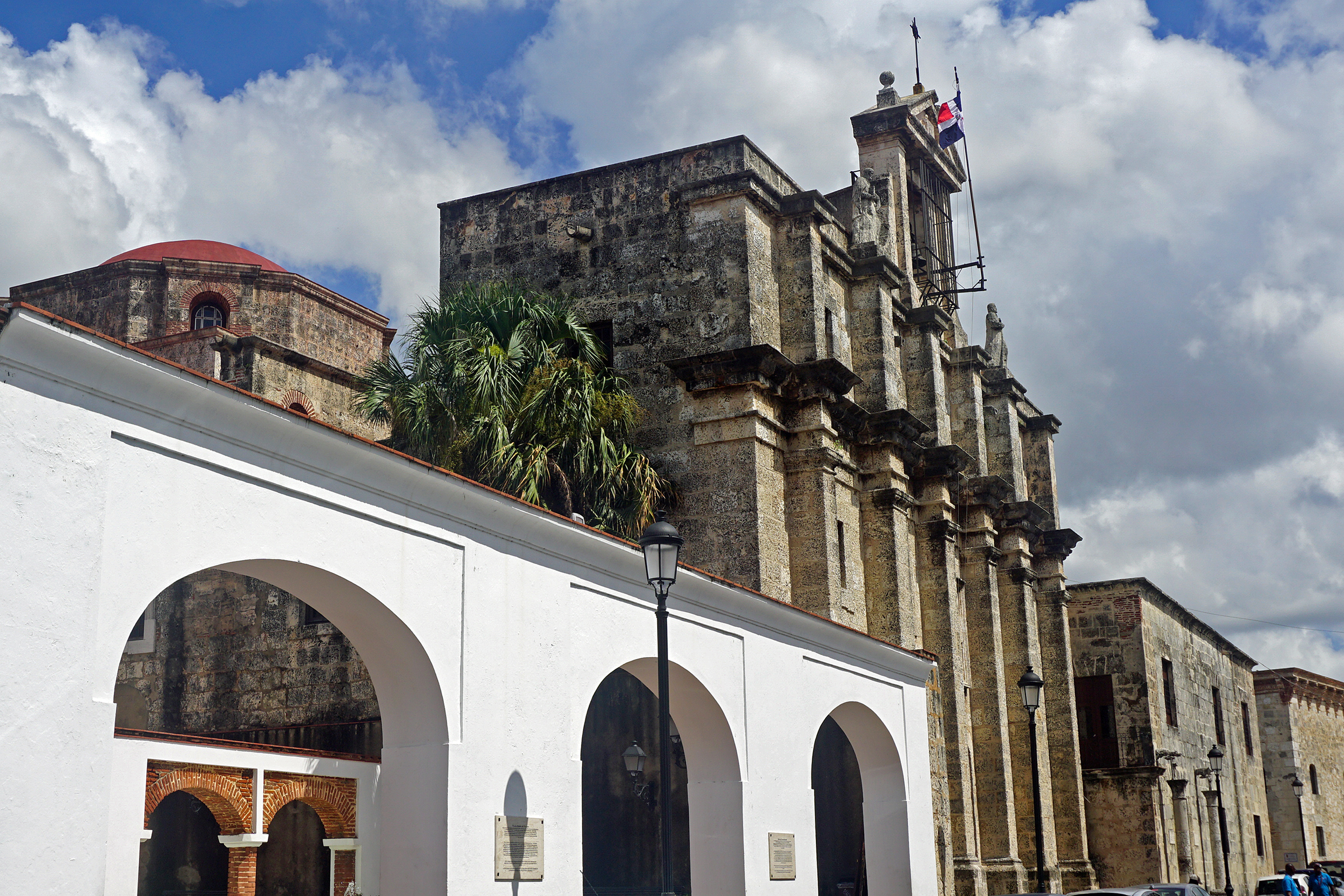
Panteón Nacional
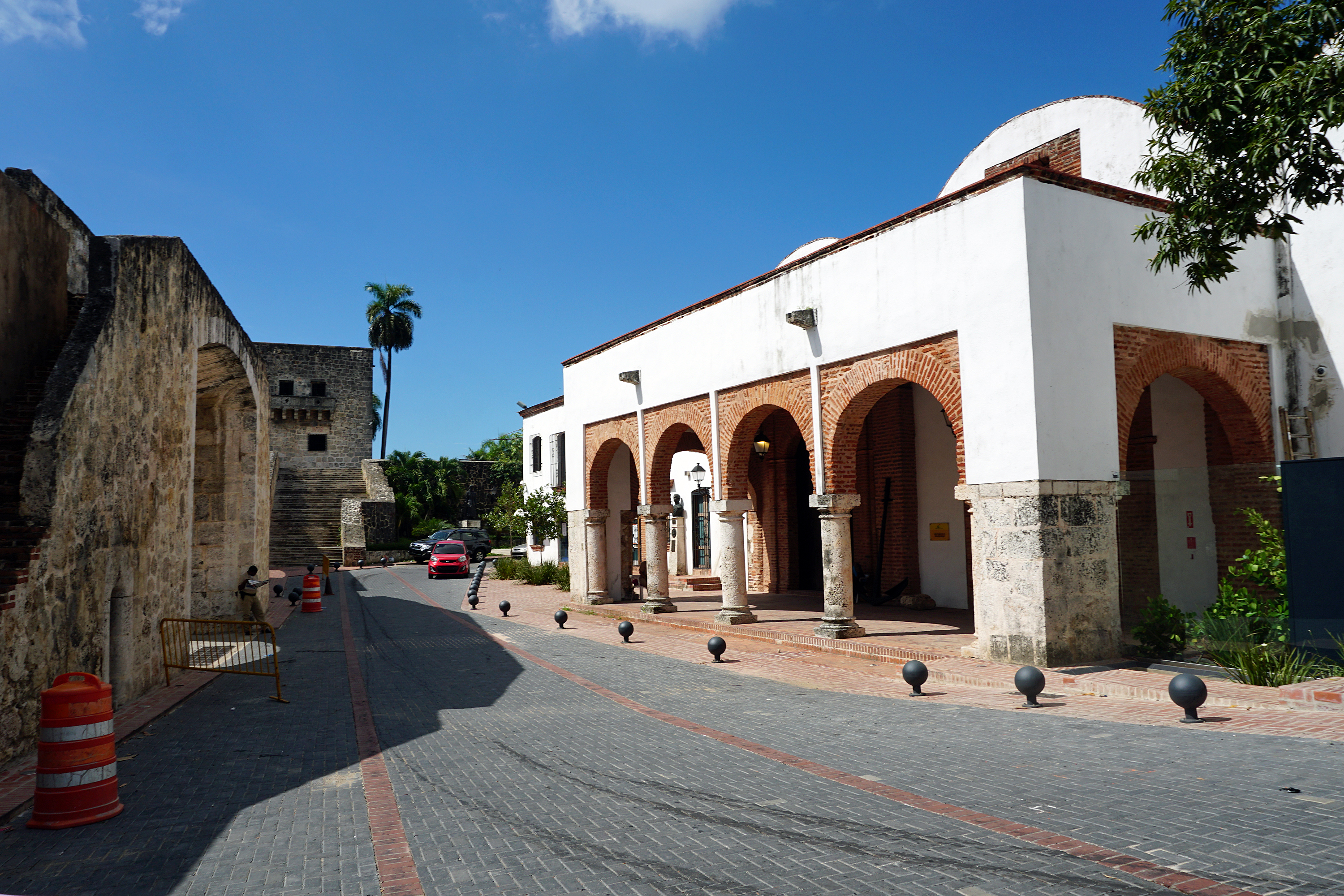
Museo Naval Atarazanas Reales
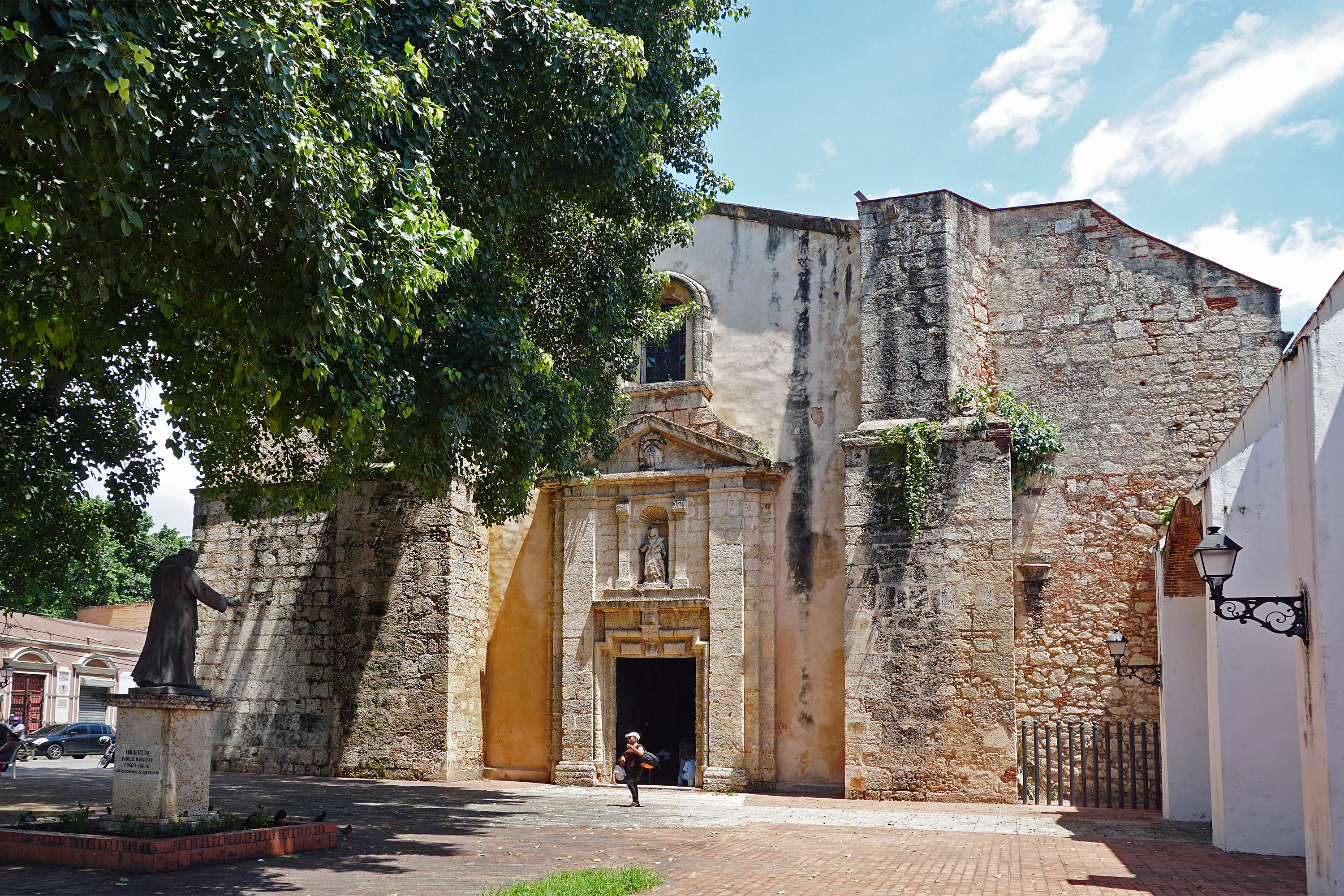
Iglesia Las Mercedes